# 深水埗區

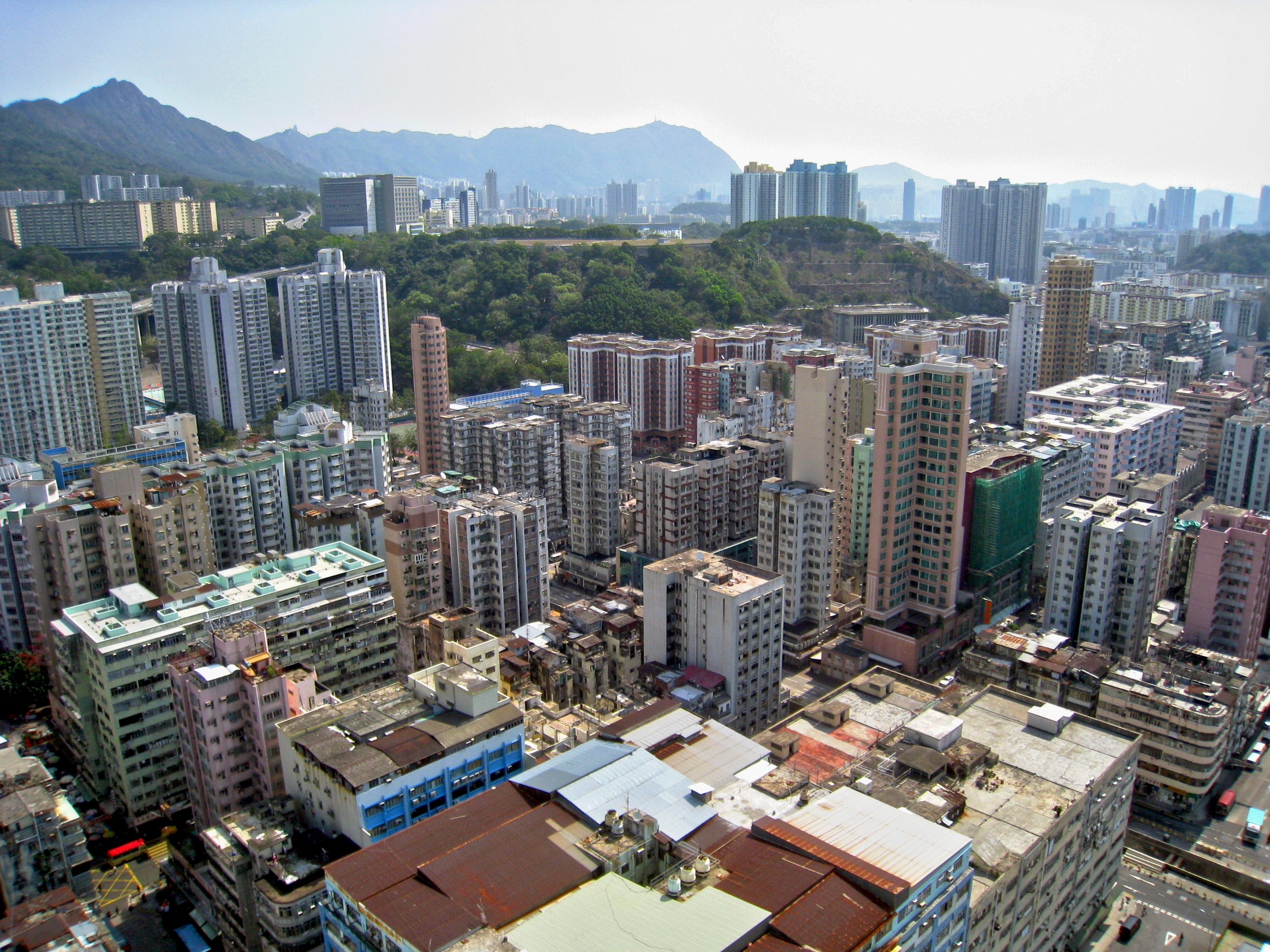
深水埗區

深水埗區（英語：Sham Shui Po District）是香港十八行政區之一，位處九龍西北，原屬新界（但區內的昂船洲則一直屬於舊九龍）。北面以琵琶山、尖山（以尖山隧道九龍出入口）和筆架山與沙田區為界，南以界限街與油尖旺區為界，西面以昂船洲新填海區及西北面以呈祥道和荔景山路與葵青區為界、東面以港鐵東鐵綫路軌與九龍城區接壤。根據2016年中期人口統計，深水埗區的人口有405,869人，面積約948公頃。
唯深水埗區娛樂場所聚集，流動人口眾多，加上歷史因素，治安和衛生情況一直較複雜。

## 地理

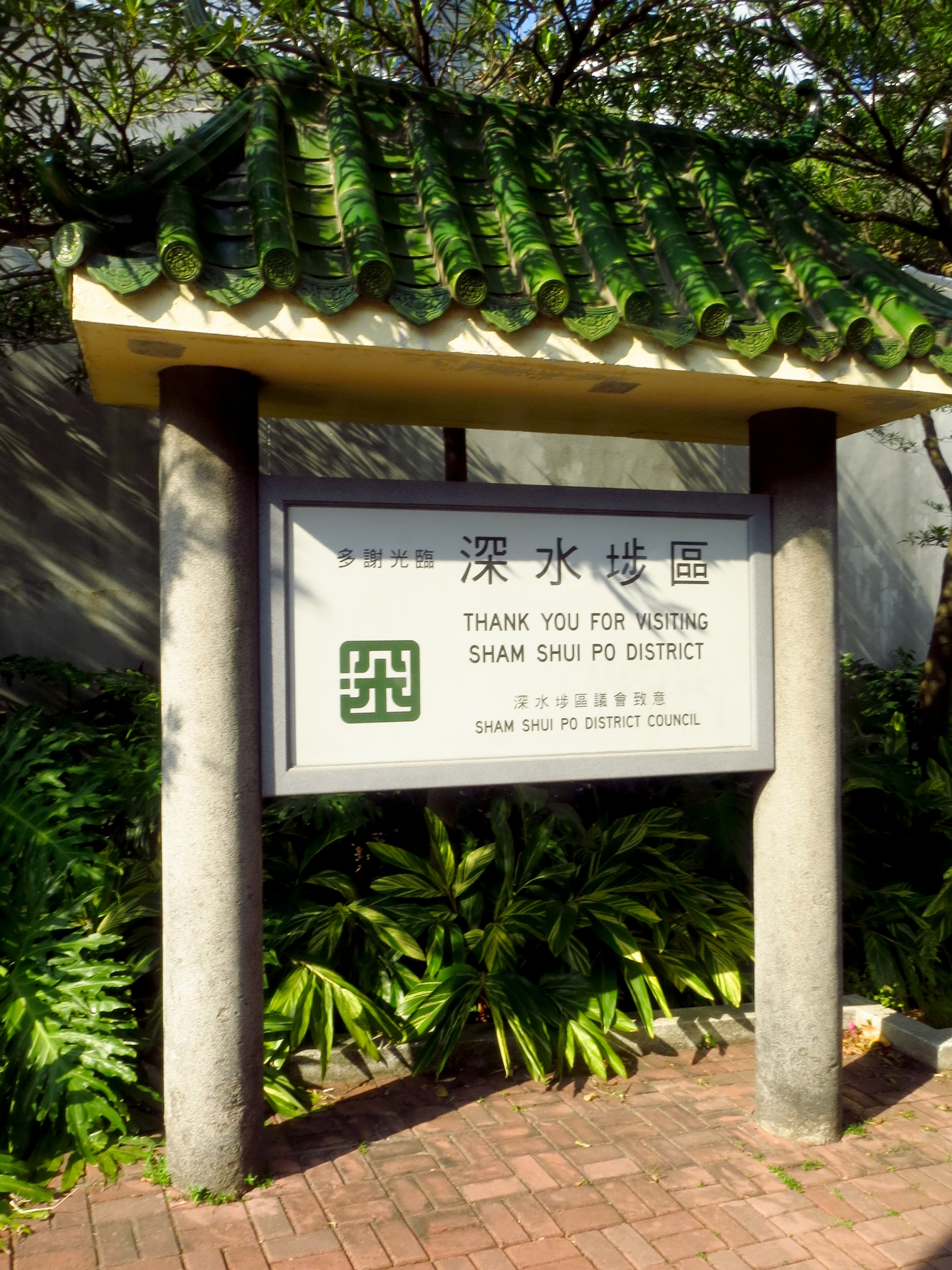
設於歌和老街近達之路的標示，顯示接近深水埗區的東面界線。

深水埗區包括深水埗、菴由、元洲 、塘尾、長沙灣、荔枝角、蝴蝶谷南部(呈祥道以南)、蘇屋、李鄭屋、石硤尾、又一村、九龍塘西部(達之路以西)、大窩坪、昂船洲南部（即昂船洲政府船塢、昂船洲海軍基地、昂船洲污水處理廠等地，而非因1990年代填海工程而成為葵涌貨櫃碼頭範圍的部分）。
深水埗區西北面以呈祥道及荔景山路為界，因此一部分被人視為九龍的地區，如九華徑、華荔邨等，實際都屬於葵青區，而清麗苑（在荔景山道以南呈祥道以北）及盈暉臺則是深水埗區的範圍。
由於深水埗區東面及南面則以港鐵東鐵綫路軌及界限街為界，因此界限街（至港鐵東鐵綫之前一段）以南的地區，包括部份汝州街、基隆街、大南街及荔枝角道，屬油尖旺區，而位於港鐵東鐵綫路軌以西九龍塘的又一城、香港城市大學、又一村等，屬於深水埗區，而非九龍城區。

## 歷史
早在新石器時代，長沙灣附近就已經有人居住。位於李鄭屋邨的東漢古墓——李鄭屋古墓，引證了香港的滄海桑田，因為從發掘的經過，發現當時古墓在建造之時位於海邊，但發掘的時候位於山邊的古墓與海邊已有一段距離。
深水埗區一帶位處界限街以北，屬於新九龍地區，因此到了1898年才由英國管治。當時區內一帶主要有九華徑、長沙灣、深水埗及九龍塘 (九龍塘原屬於深水埗區內的一個小村落)。四個主要聚居地，人口約3,000人，居民主要靠務農、種花、捕魚及航運貨物維生。深水埗是當時一帶的市集，並設有一個碼頭將貨物轉運到香港島。深水埗便因該碼頭而得名。
1920年代起，政府發展旺角一帶，其北部的深水埗及長沙灣一帶也相應被發展。加上當時海外華僑的投資，使該區成為戰前九龍的主要工業區，設有紡織、製衣、五金及搪瓷工廠。
1937年，政府刊憲把界限街以北及獅子山以南，即如今的深水埗、九龍塘、九龍城、黃大仙及觀塘一帶原屬新界的地段，劃為「新九龍」。
1940年代末，大批難民從中國大陸（主要是廣東省）移入香港，當中不少人在深水埗區內興建木屋。1953年的石硤尾大火，使很多災民失去家園，令香港政府在該處興建香港第一個公共房屋——石硤尾邨。
1968年，政府將新、舊九龍及香港島重新分為十區，合併新舊九龍。
自1960年代起，隨著香港工業迅速發展，深水埗區的工業發展也日益蓬勃，加上區內興建了大量公共房屋，使該區至1990年代一直是最多人口的行政區。
2020年，深水埗區被城市雜誌《Time Out》選為「全球40個最酷的鄰里社區（coolest neighbourhood）」中的第三位。同時因應區內的發展，也引起布魯克林區化的爭議。

## 移民史
深水埗自建區以來即成為香港四邑人（即新会人、开平人、台山人、恩平人）以及廣州人的其中一個主要聚居地，至今仍是香港和廣州主要貿易中轉站，亦有不少具民國時期廣州特色的商店、當舖。同時，此區的四邑籍人士不少也有廣州背景。二戰後，深水埗區亦成為大部份上海難民的主要聚居地，使此區除廣州文化、四邑文化外，還成為香港上海文化最集中的地區，廉價上海菜館林立。
逃港潮以後，更有大量廣州、四邑和部份上海人口湧入，港府在深水埗區周邊大量興建新市鎮以提供公屋給難民以及木屋區人口遷居，很多上海難民亦被遷入荃灣區、葵涌和青衣，至今這三區仍是上海人在港較為集中的（ 深水埗區和北角區的上海祖籍人口也較為集中，這五區是香港上海人的集中區域 ）。三區各有1,200-1,600名上海話人口，近年更加入大量外籍難民，使區內有7,542名英語人口。2011年人口普查中，深水埗仍有6,458人以四邑話為慣用語，佔總四邑話人口的22.4%，區內也有一定的四邑文化以及四邑人開辦的學校，老一輩四邑人在家仍說四邑話為主，但在港年輕一輩的人口大多改以廣州話溝通，很多香港的四邑籍名人亦在深水埗長大，如劉健儀、吳文遠等（另一個四邑人主要聚居地為觀塘區）。
此外，本區（ 深水埗區 ）亦不乏民國時期（ 國民黨管治大陸時期 ）移居香港的早期移民，而逃港潮抵港的移民不少亦曾在此區居住一段時間再遷入新界新市鎮，此區和黃大仙區同樣接收不少逃港人口，兩區亦是香港主要的人口輸出地。香港台山同鄉總會亦設於深水埗。根據香港歷代人口普查數據，四邑人為香港第五大族群，但1970年代語文統一後，此區不通行四邑話，只通行廣州話，不少中老年人的廣州話有很重的四邑口音，部份年輕一輩仍懂台山話。

## 行政區劃

### 民政事務專員
深水埗區民政事務專員為空缺，作為香港特別行政區政府的代表負責監督、落實及統籌地方行政計劃在區內的運作，確保當局適當地跟進區議會所作出的建議及促進區內居民參與地區事務，並向政府反映社區的各階層人士所關注的事務及問題。

### 區議會
深水埗區議會，共有20個議席。
深水埗區議會是香港十八個區議會之一，負責協助處理深水埗區的事務，共有25名議員,現屆深水埗區區議會無陣營佔據主導權，現任8名議員當中4名為民主派議員，4名為建制派議員。

### 分區委員會
深水埗分區委員會分為東、西及中南三區，主要職能包括推動公眾參與地區事務，就籌辦社區活動及推行政府贊助計劃提供意見並加以協助，並就影響該分區的地方問題提供意見，是社區與民政事務總署之間的橋樑。分區委員會的委員來自社會各階層，包括有關地區的區議員，全部由民政事務總署署長委任。

### 統計資料
根據2011年的人口普查資料，深水埗區的人口資料如下：
| 人口特徵 - 人口： 380,855 人 - 15歲以下： 11.5% - 15至24歲： 11.7% - 25至44歲： 29.7% - 45歲至64歲： 30.1% - 65歲及以上： 17.0% - 年齡中位數： 43.2 歲 - 十五歲及以上從未結婚人口比例 - 男性： 33.5% - 女性： 29.2% 教育 - 20歲及以上非就學人口具專上教育程度比例： 22.8% 勞動人口特徵 - 勞動人口： 188,083 人 - 勞動人口參與率 - 男性： 62.5% - 女性： 50.1% - 合計： 55.8% - 工作人口每月主業收入中位數： 10,420 港元 | 住戶特徵 - 家庭住戶數目： 134,795 戶 - 家庭住戶平均人數： 2.7 人 - 家庭住戶每月收入中位數： 16,280 港元 房屋特徵 - 有家庭住戶居住的屋宇單位數目： 133,682 個 - 每個屋宇單位的平均家庭住戶數目： 1.008 戶 - 自置居所住戶在家庭住戶總數目中所佔的比例： 43.0% - 家庭住戶每月按揭供款及借貸還款中位數： 8,000 港元 - 按揭供款及借貸還款與收入比率中位數： 20.7% - 家庭住戶每月租金中位數： 1,800 港元 - 租金與收入比率中位數： 17.7% |

## 社區環境
除了又一村、美孚新邨、畢架山花園、長沙灣新落成私人屋苑及琵琶山豪宅的居民外，基本上深水埗區以基層居民為主，2001年香港人口普查結果顯示，老弱婦孺佔該區的人口比例十分多，加上深水埗有不少新移民，而且人均收入是香港18區之中最低，因此深水埗一向都是全香港最貧窮的區域。2003年起，區內多個私人屋苑落成及近年的舊區重建多為單幢或小型私人屋苑，本區的人均收入有所提高，加上已擁有頗多公共屋邨的觀塘區近年仍有大量新屋邨落成，並且是容納大量人口的大型屋邨，最貧窮的區域已被觀塘區取代。根據2019年香港貧窮情況報告，深水埗區是18區最多貧窮人口排名第6位，貧窮程度有所改善。

### 公共屋邨
自從石硤尾大火發生之後，政府考慮基層市民的需要，所以開始興建公共房屋，香港房屋委員會於1973年 成立後，已計劃重建或改建區內原徙置大廈和廉租屋邨，最後一座改建的徙置大廈於2008年 全面清拆，因此美荷樓成為碩果僅存的「H」形7層徙置大廈。直到2018至2020年為增加房屋供應，深水埗區多個樓齡達40年以上的屋邨分階段完成重建落成入伙，如:蘇屋邨、石硤尾邨及白田邨；而位於長沙灣道及西九龍填海區亦發展數個新屋邨，如:麗翠苑(公屋部份)、海盈邨及海達邨，令本區成為近年新公營房屋供應的重鎮。現時共有20個房委會的公共屋邨。已佔全區的房屋數量約一半。

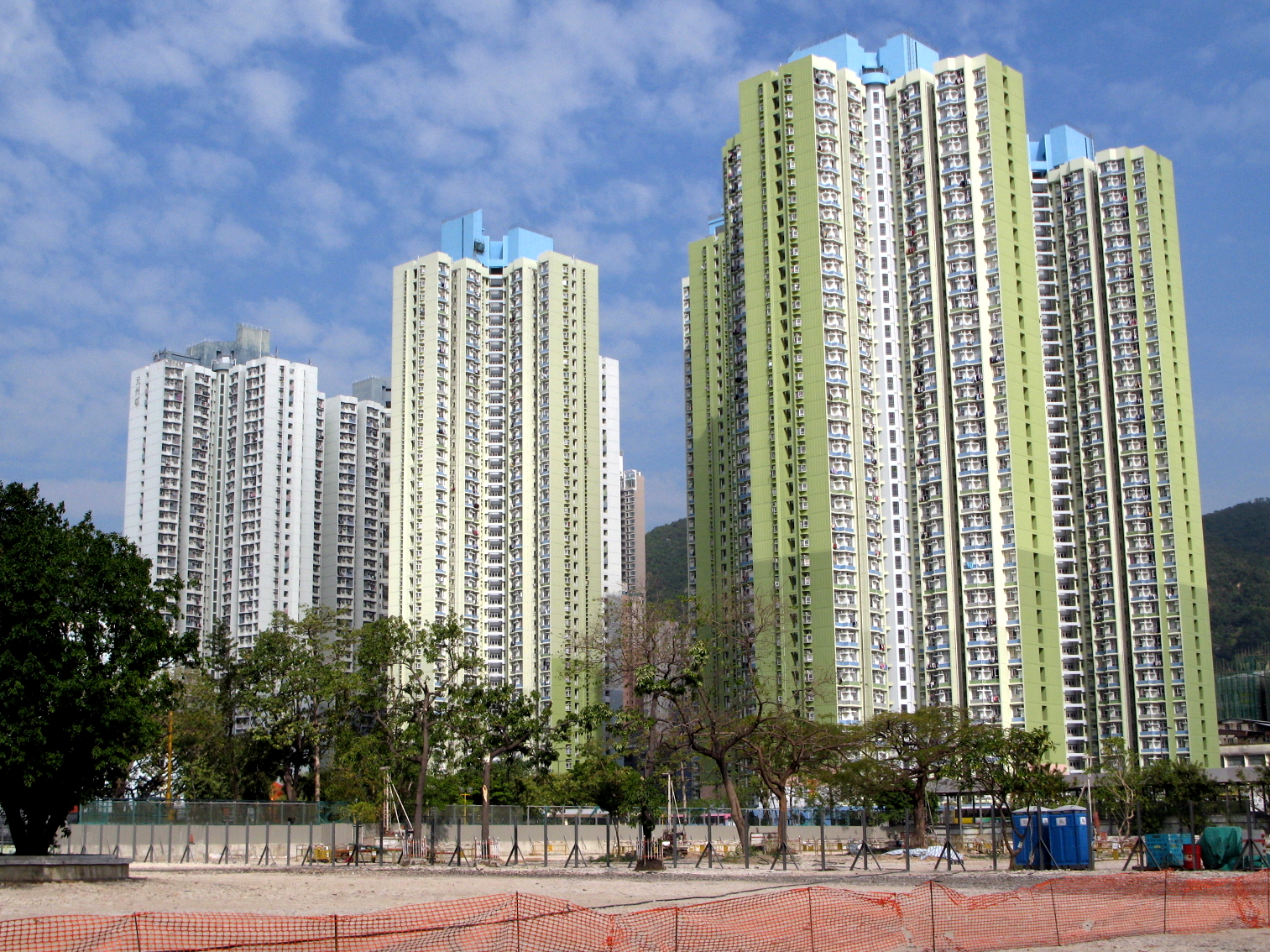
元州邨
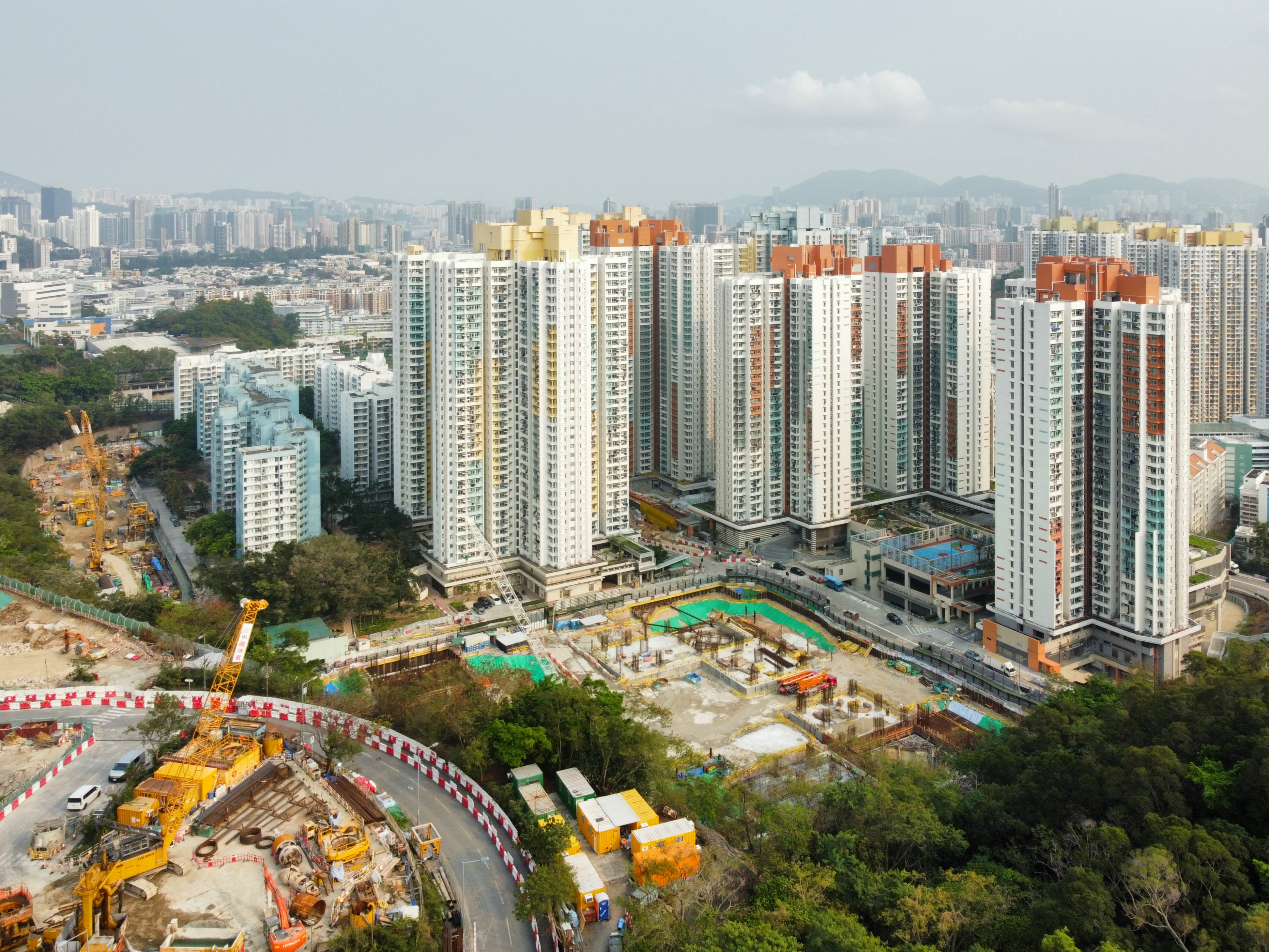
白田邨
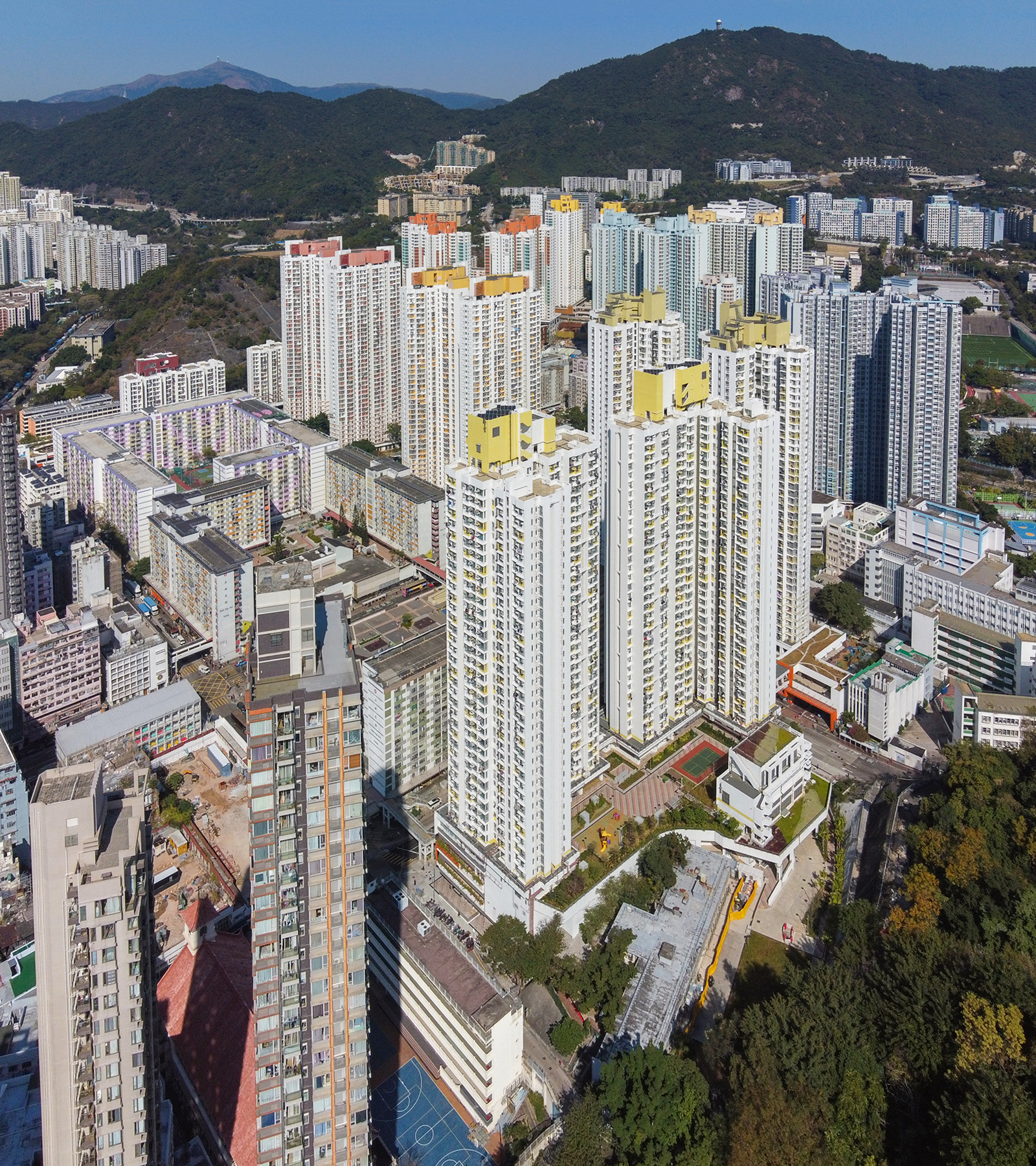
石硤尾邨
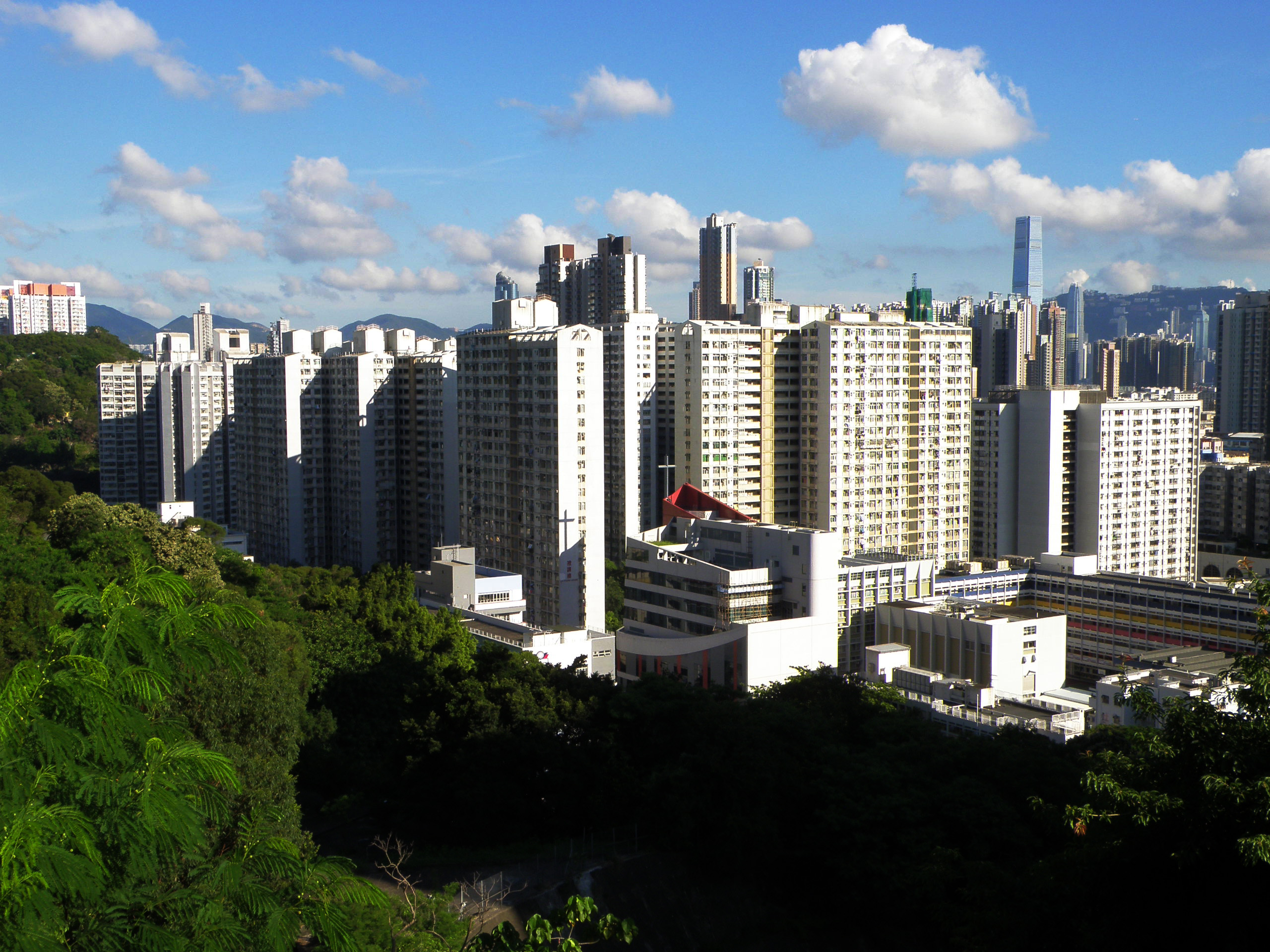
李鄭屋邨
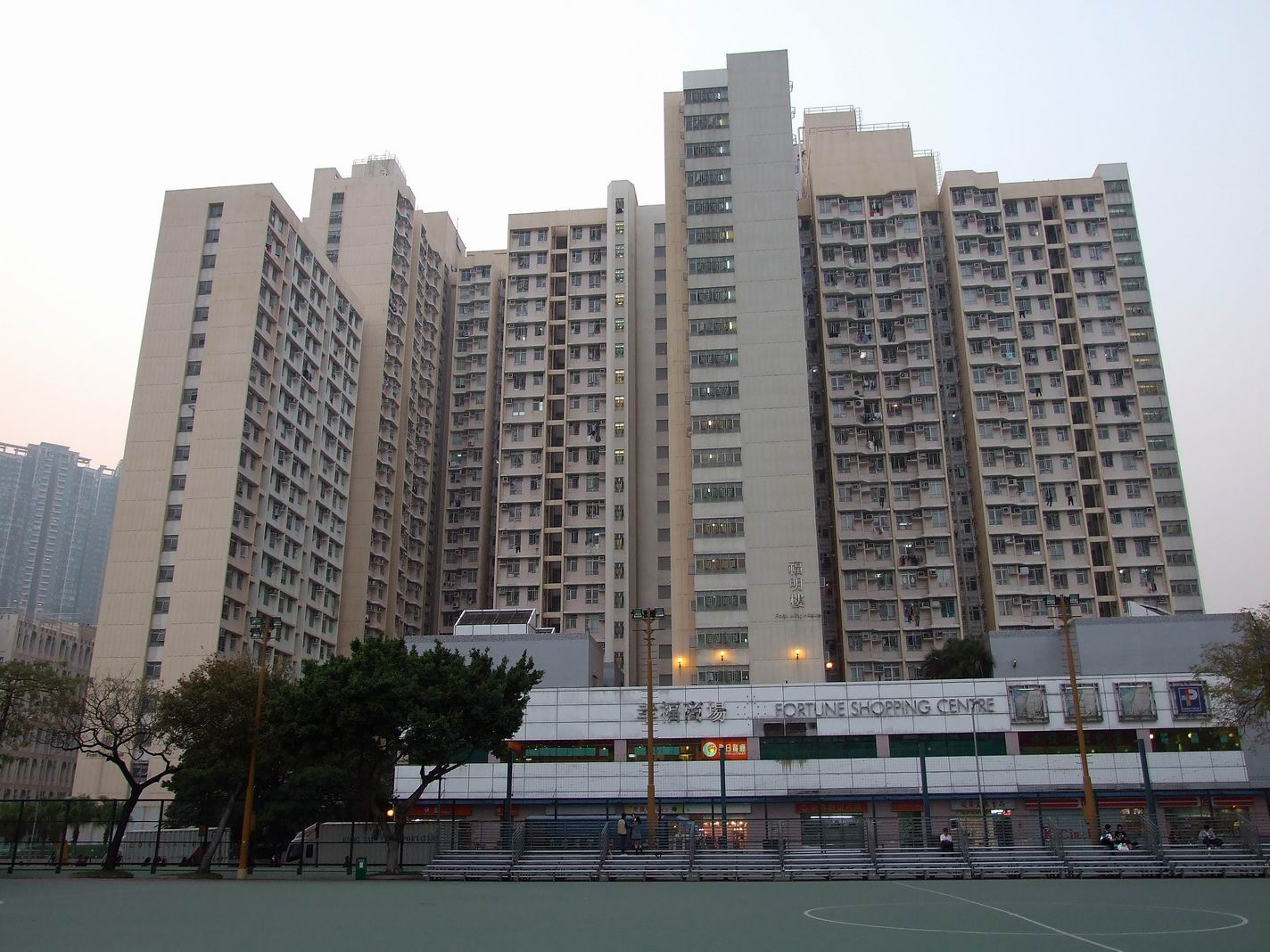
幸福邨
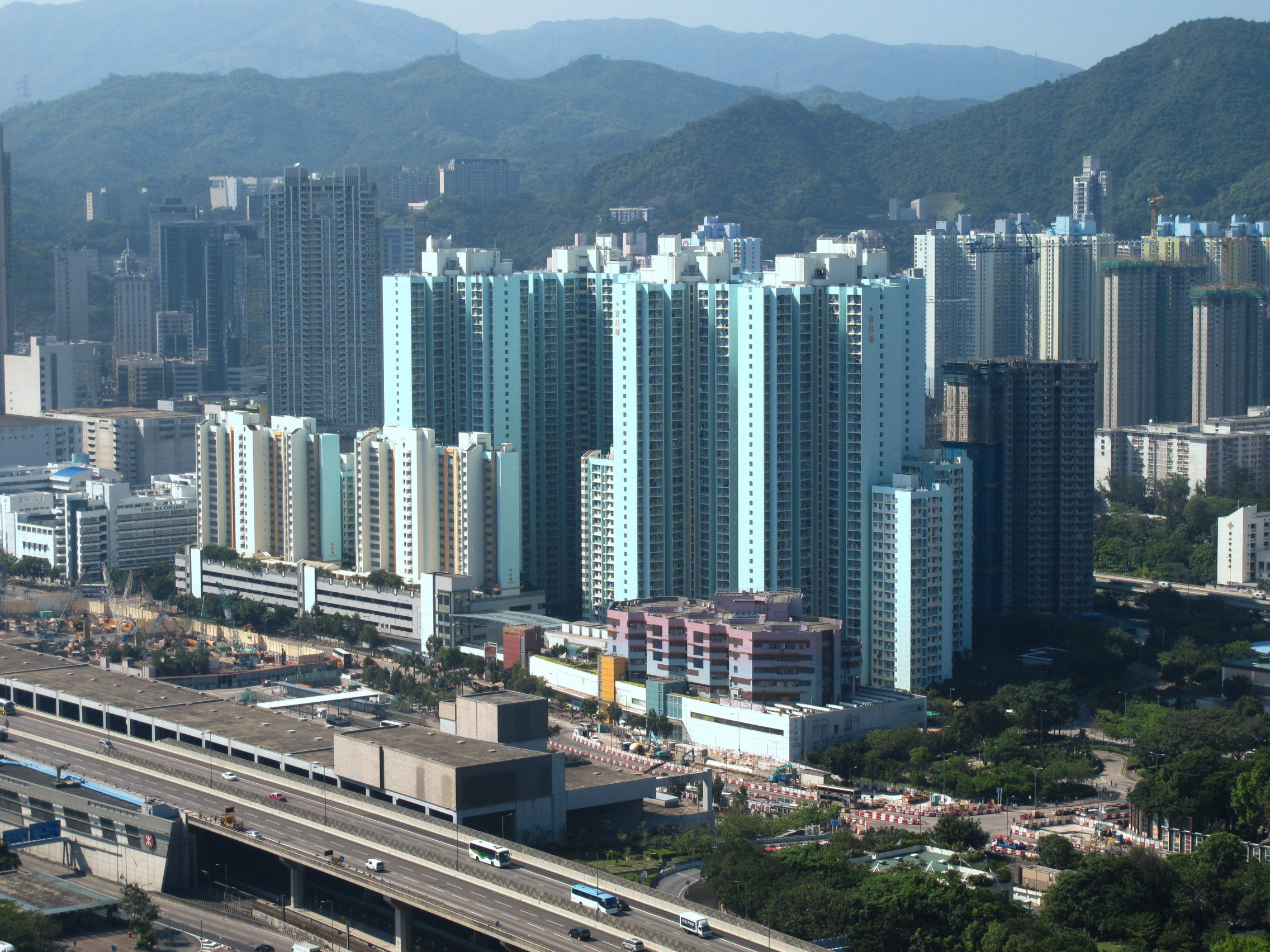
富昌邨
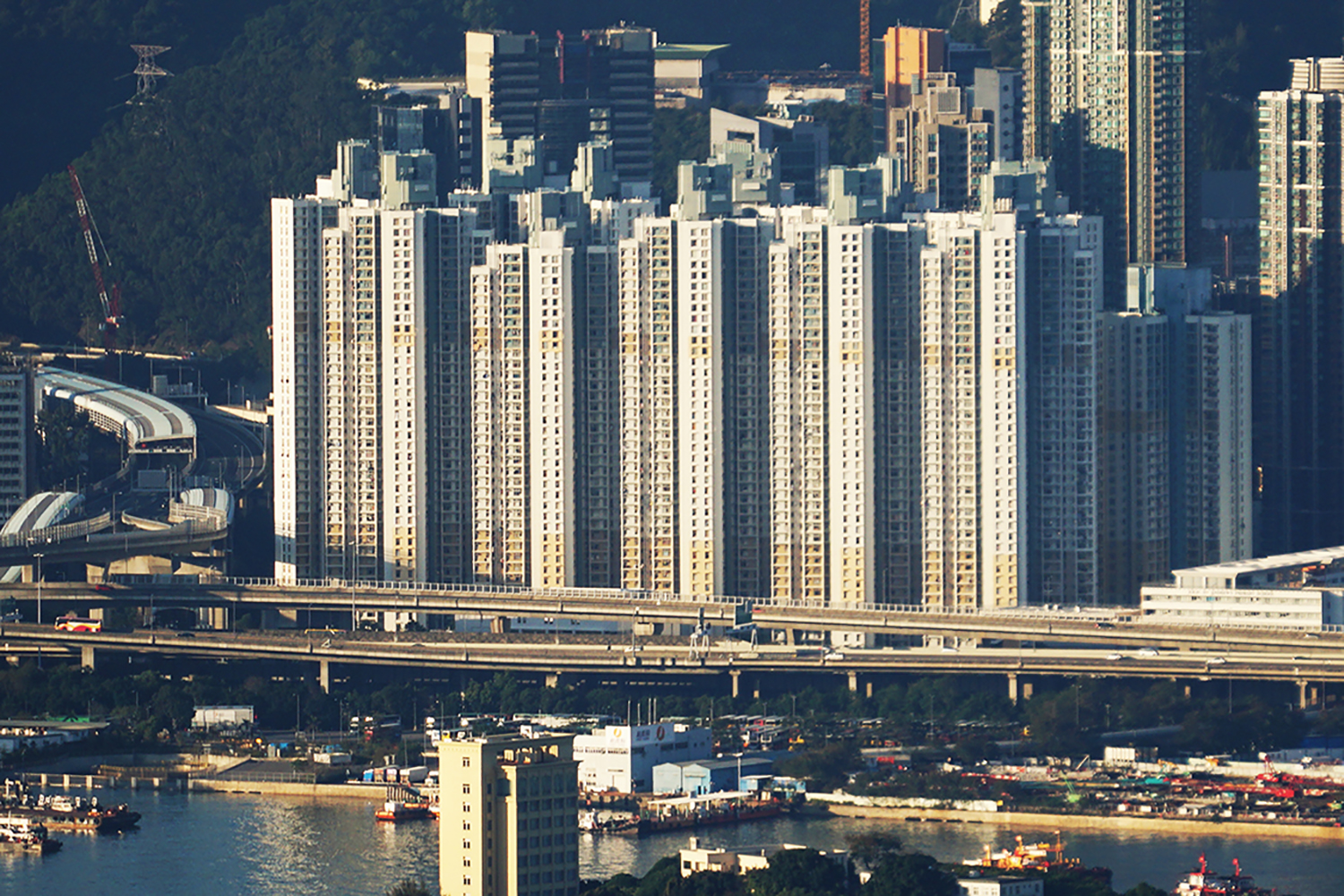
海麗邨

### 居屋
深水埗區亦有數個居屋屋苑，當中大部分建於公共屋邨旁。
- 清麗苑
- 怡閣苑 (鄰近麗閣邨)
- 怡靖苑 (鄰近麗安邨)
- 寶麗苑 (鄰近李鄭屋邨)
- 寶熙苑 (鄰近李鄭屋邨)
- 幸俊苑 (鄰近幸福邨)
- 凱樂苑 (鄰近海盈邨)
- 凱德苑 (鄰近海達邨)
- 麗翠苑 (綠置居項目)
- 樂年花園 (香港房屋協會項目)

### 私人屋苑
早年深水埗區的私人屋苑主要集中於又一村一帶和美孚新邨。自西九龍填海計劃竣工後，私人屋苑佔本區的比例有所增加，合稱「西九四小龍」的碧海藍天、
昇悅居及泓景臺於2003年落成，而宇晴軒於2006年落成，到2007年起，市區重建局及財團透過強拍落實多個重建項目，包括豐盛居、海峯、喜雅、寓·弍捌、御匯、曉尚及景怡峯等。2018年尾，南昌站上蓋物業匯璽開始入伙。唯深水埗區娛樂場所聚集，流動人口眾多，加上歷史因素，貧窮、治安和衛生情況一直較複雜。

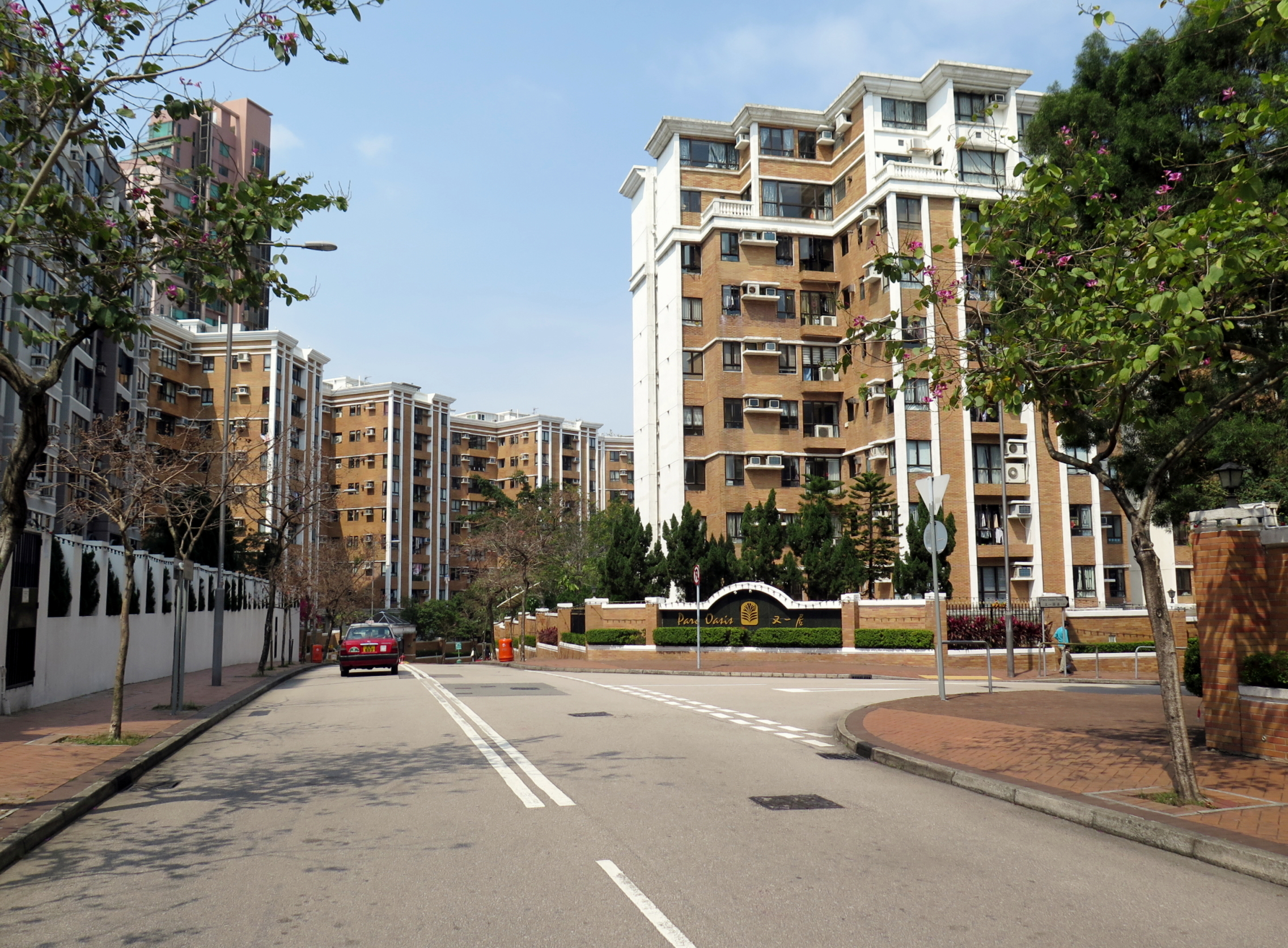
又一居
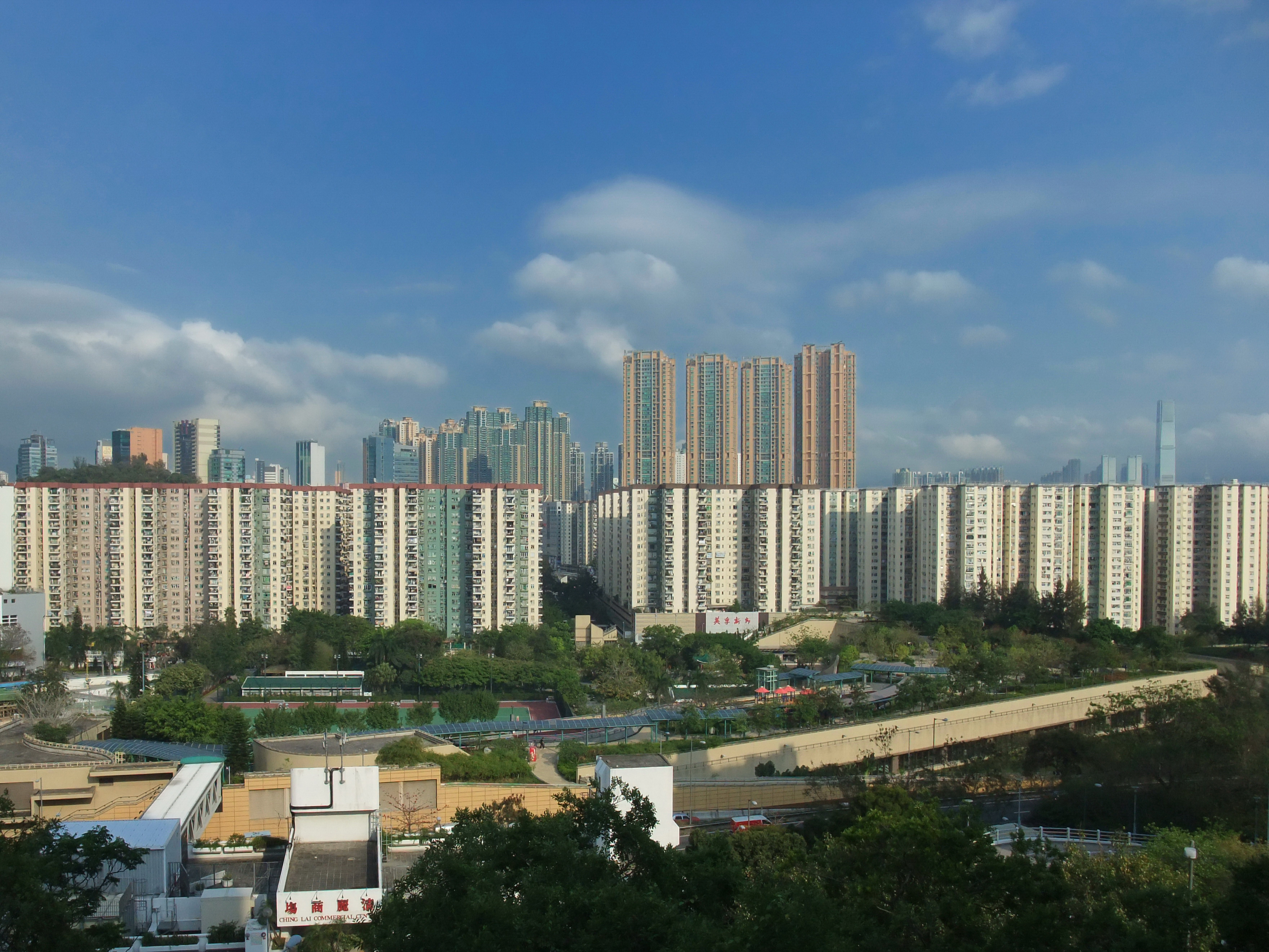
美孚新邨
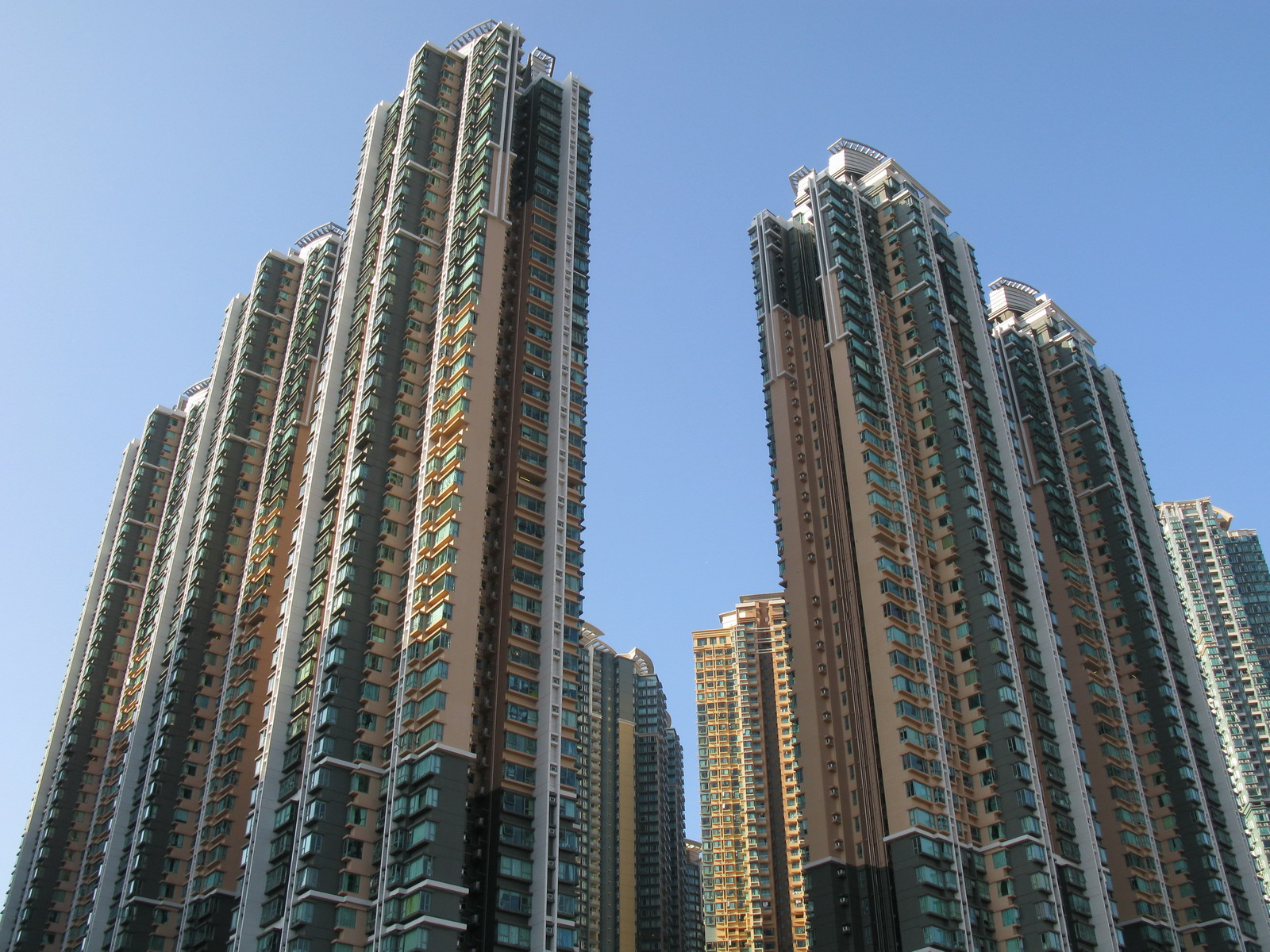
碧海藍天
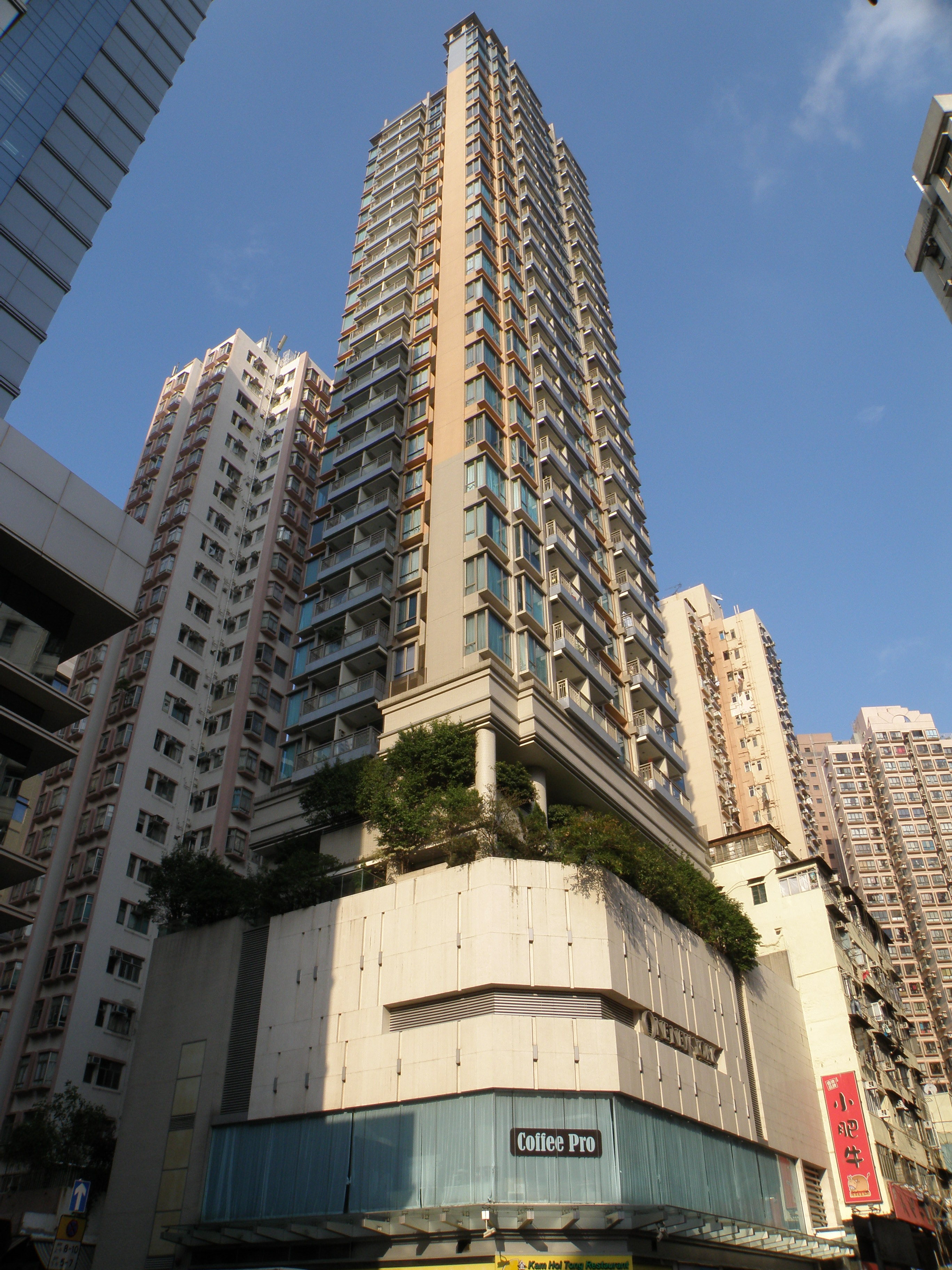
One New York
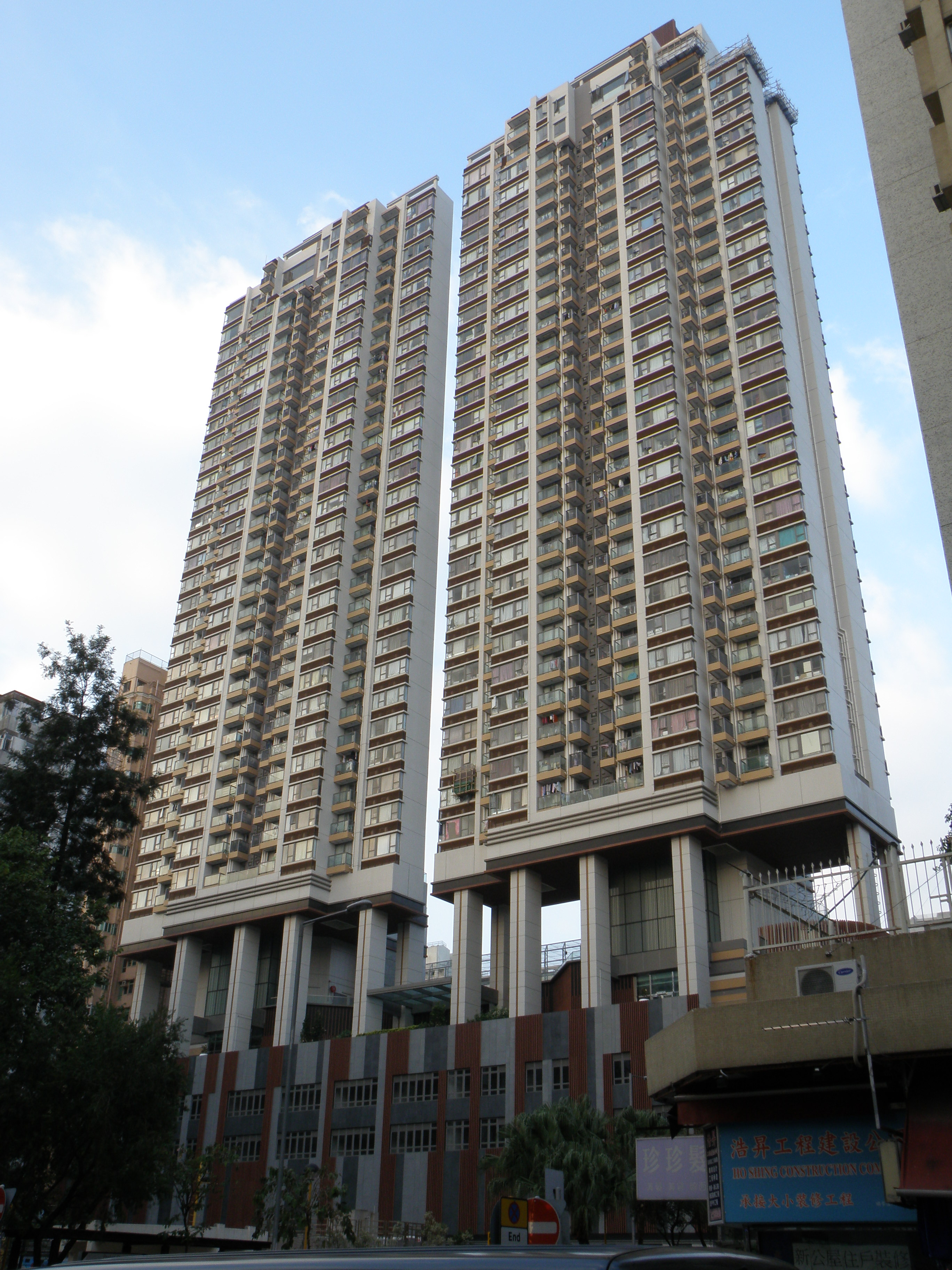
喜雅
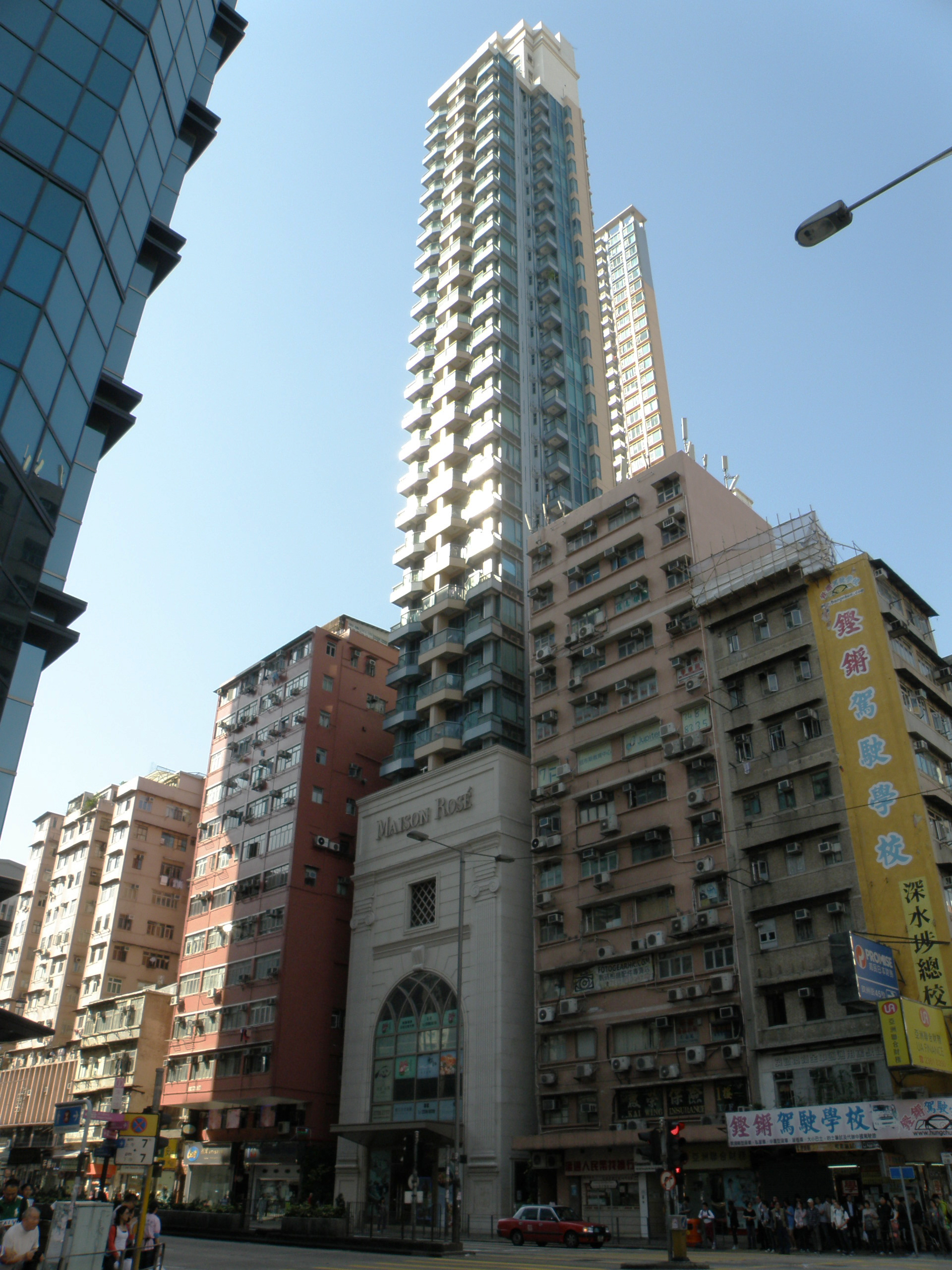
御匯
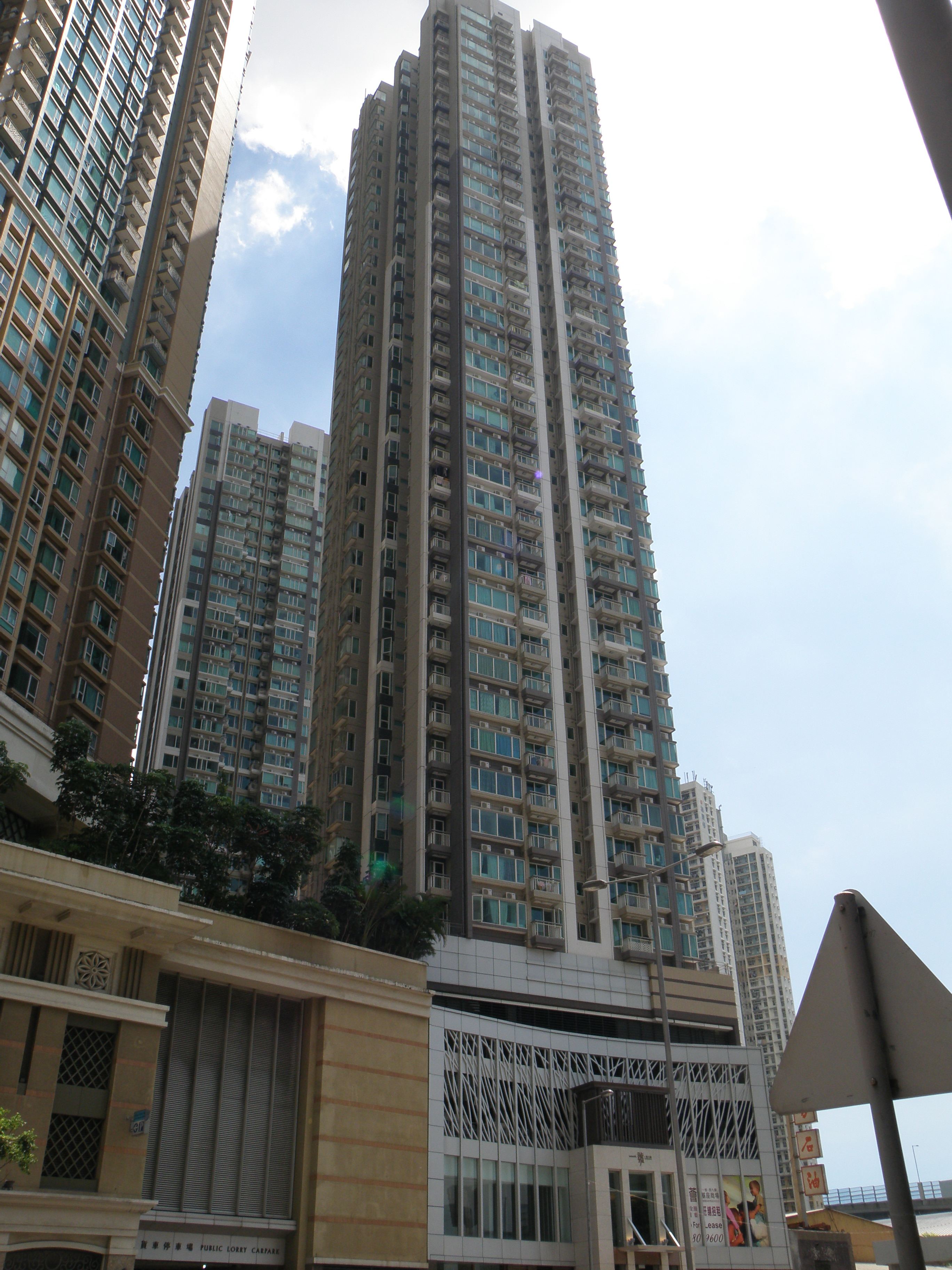
一號·西九龍

### 大型商場
早年本區有高登與黃金商場，是一個以時裝批發為主的商場。自1980年代開始變成銷售電腦為主，隨著西九龍中心於1994年落成，本區才有較大型的商場。及於1998年，又一城亦成為區內重要的大型商場，V Walk於2019年落成。

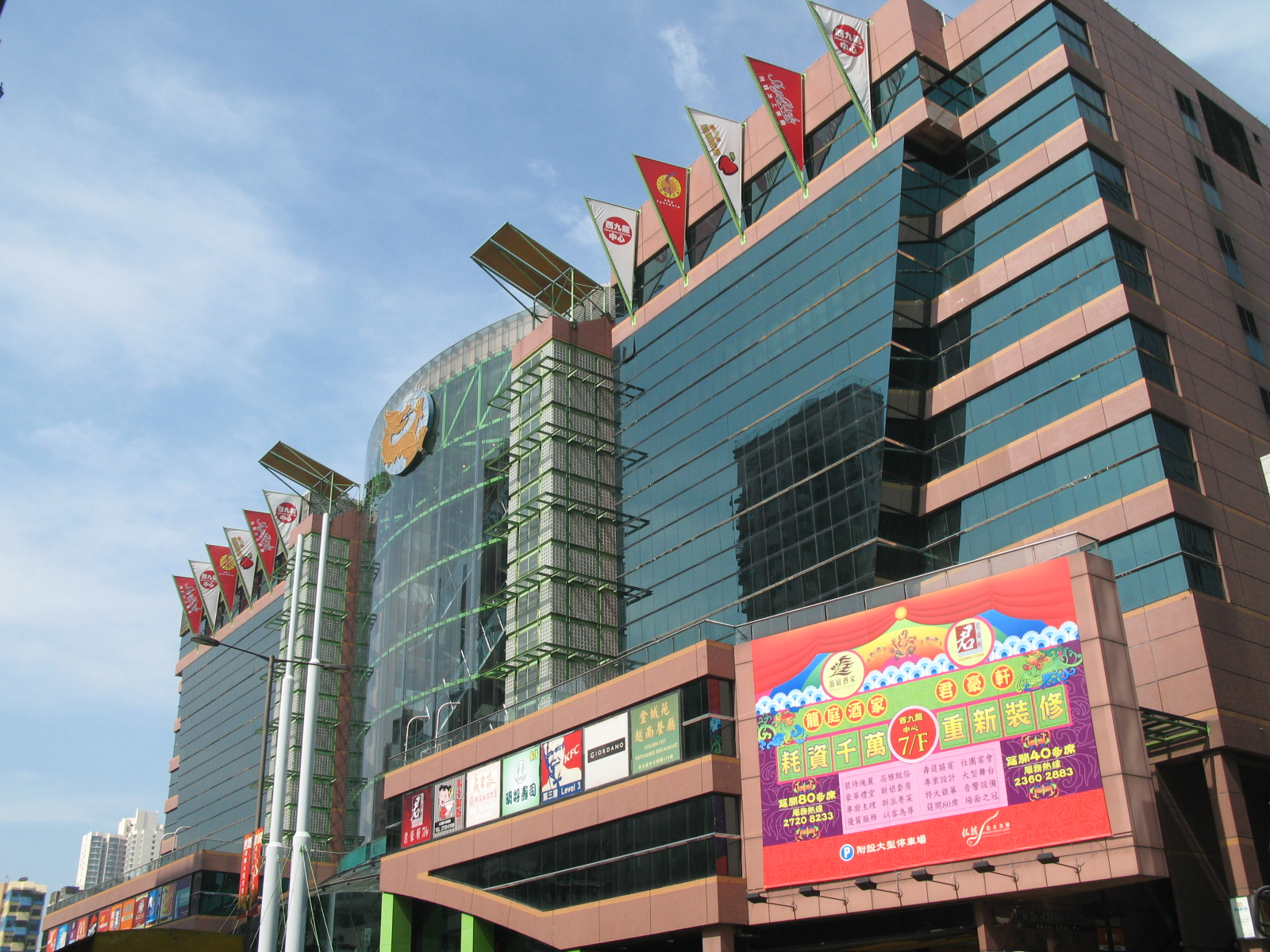
西九龍中心
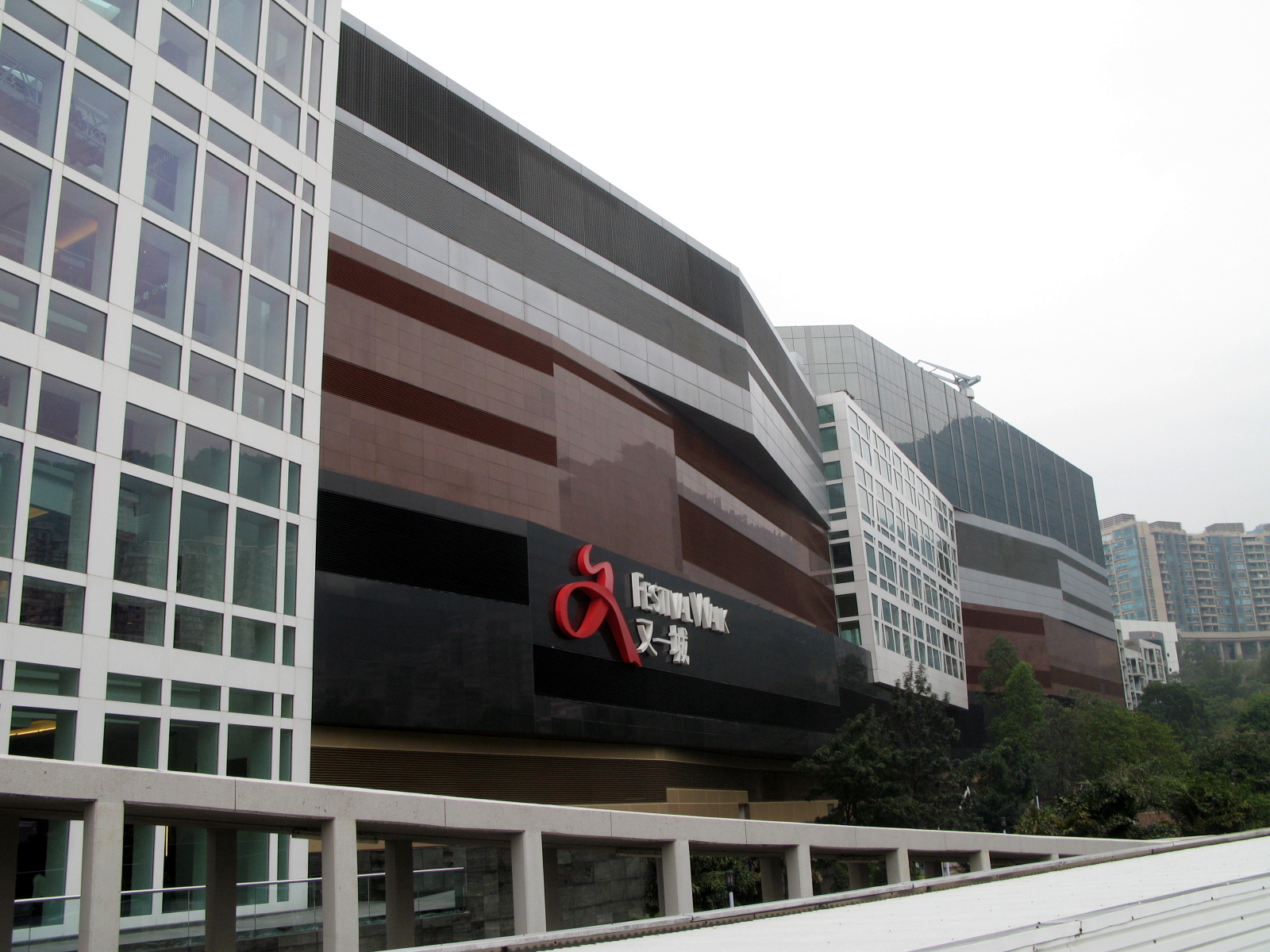
又一城
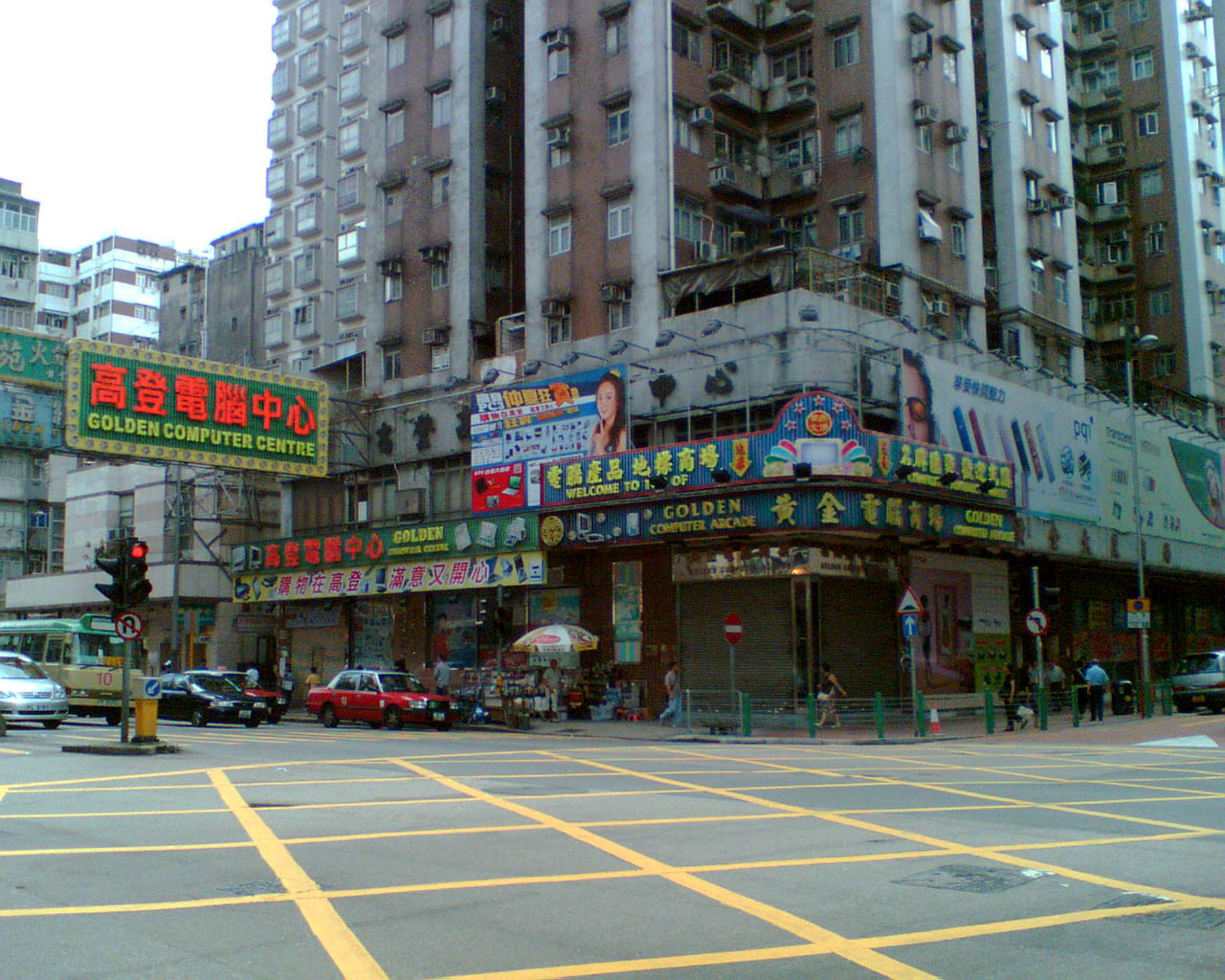
高登電腦中心
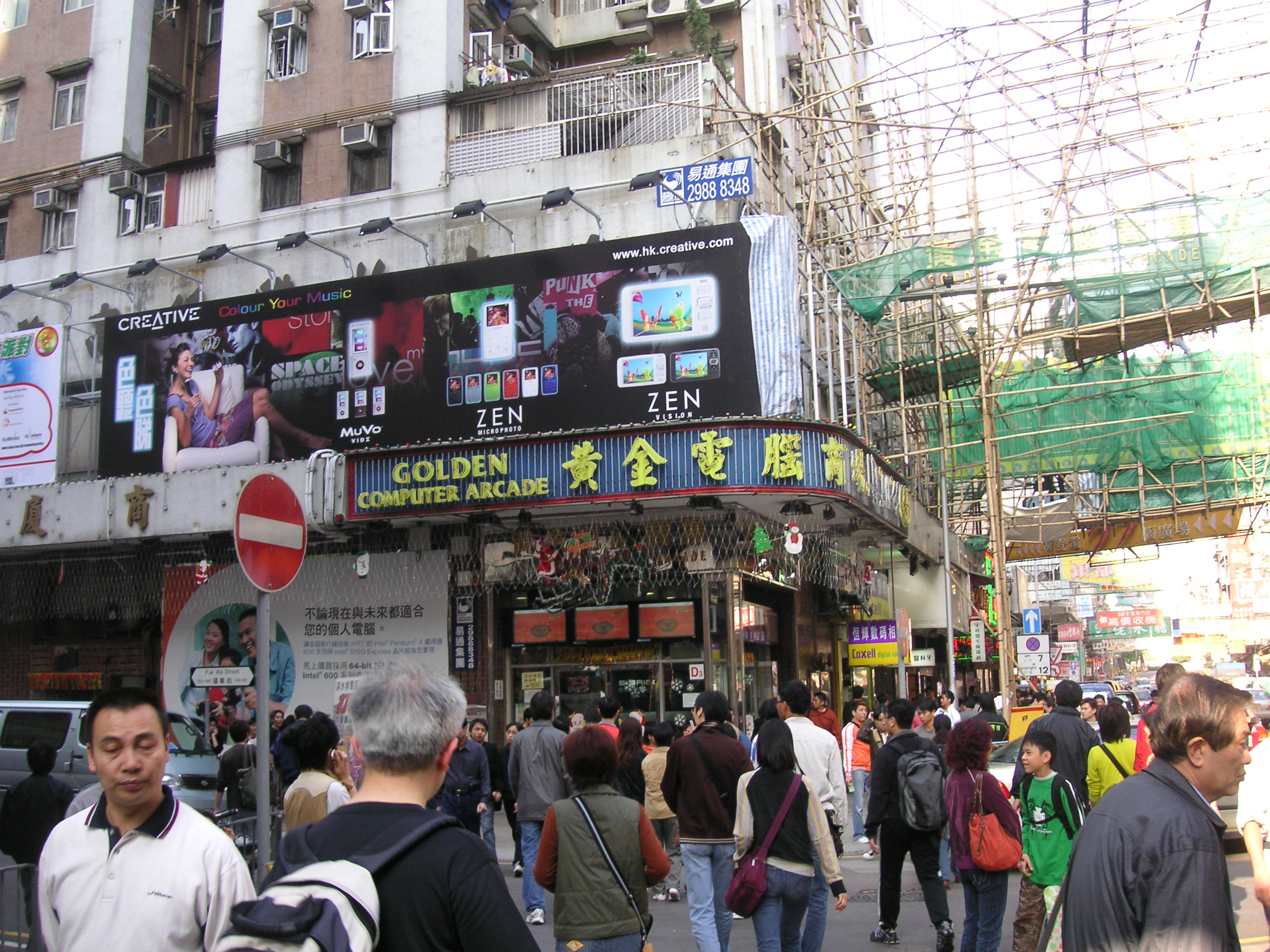
黃金電腦商場
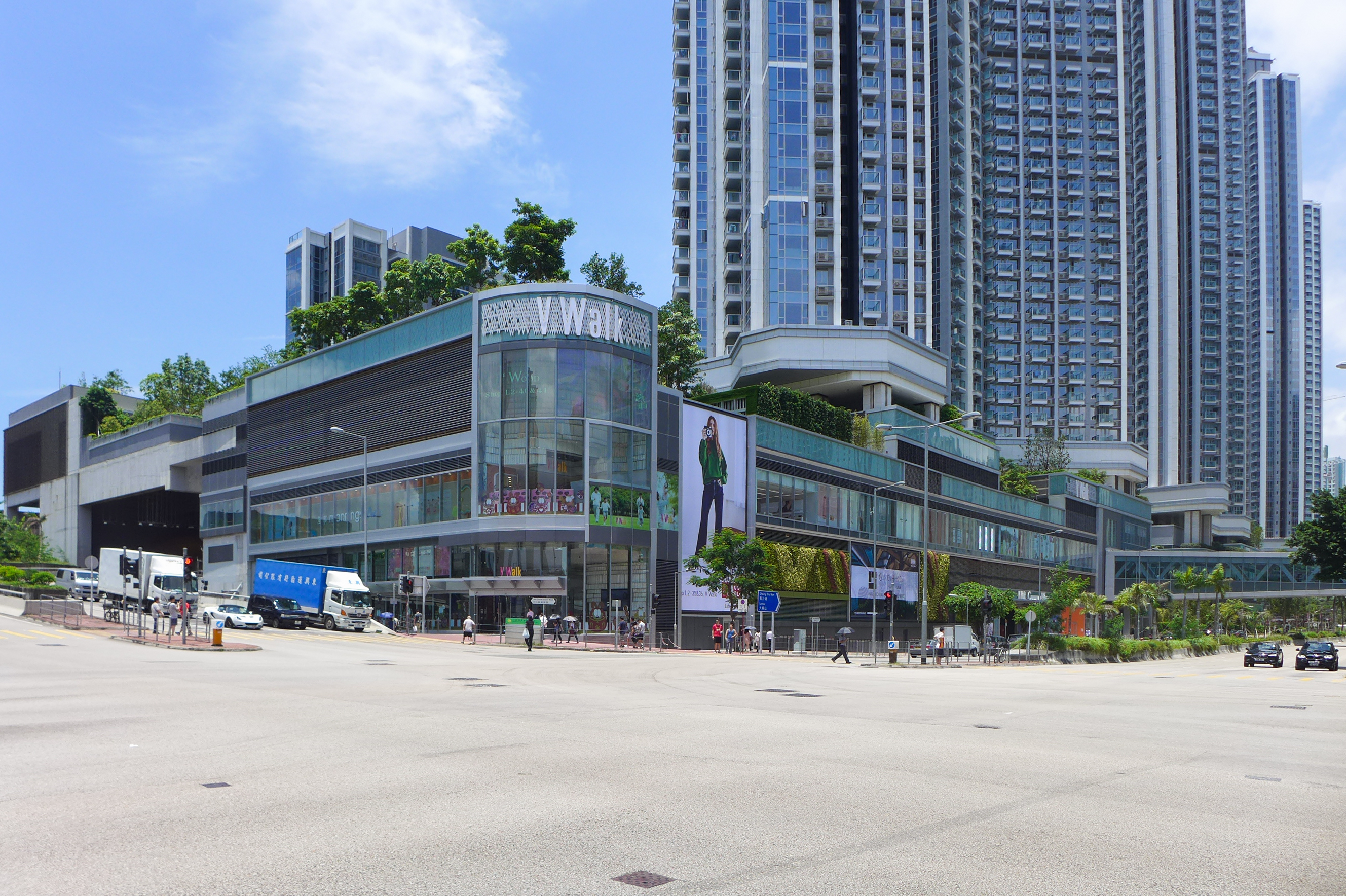
V Walk

## 公共設施

### 教育

#### 專上教育
香港城市大學前身為香港城市理工學院（City Polytechnic of Hong Kong），於1984年根據《香港法例》第1132章「香港城市理工學院條例」於九龍旺角成立。 8年後又一村達之路的永久校舍落成後，於1990年起陸續遷入新校舍，並把原校舍轉交香港公開進修學院作校舍用途。
此外黃克競工業學院於1977年成立，現已隸屬香港專業教育學院，並改稱為香港專業教育學院黃克競分校。
美國薩凡納藝術設計學院經「活化歷史建築夥伴計劃」租用前北九龍裁判法院設立香港分校，於2010年啟用，2020年6月停辦，校舍交還發展局。
- 香港城市大學
- 香港專業教育學院黃克競分校
- 香港科技專上書院深水埗總校、長沙灣分校
- 香港能仁專上學院
- 宏恩基督教學院

##### 宗教研修院校
- 整全訓練神學院
- 衛道神學研究院
- 恩福聖經學院

##### 已搬遷／結束校舍
- 香港城市大學專上學院/香港伍倫貢學院
- 培新英文書院（Pooi Sun English College)

#### 中學教育
截至2022年，深水埗區內有26間中學。
- 英華書院
- 天主教南華中學
- 香島中學
- 路德會協同中學
- 瑪利諾神父教會學校
- 九龍工業學校
- 德雅中學
- 聖公會聖馬利亞堂莫慶堯中學
- 聖瑪加利男女英文中小學
- 寶血會上智英文書院
- 中華基督教會銘賢書院
- 惠僑英文中學
- 佛教大雄中學
- 長沙灣天主教英文中學
- 聖母玫瑰書院
- 東華三院張明添中學
- 地利亞修女紀念學校（吉利徑）
- 地利亞修女紀念學校（百老匯）
- 陳樹渠紀念中學
- 匯基書院
- 香港四邑商工總會黃棣珊紀念中學
- 廠商會中學
- 中聖書院
- 保良局唐乃勤初中書院
- 保良局蔡繼有學校
- 基督教崇真中學

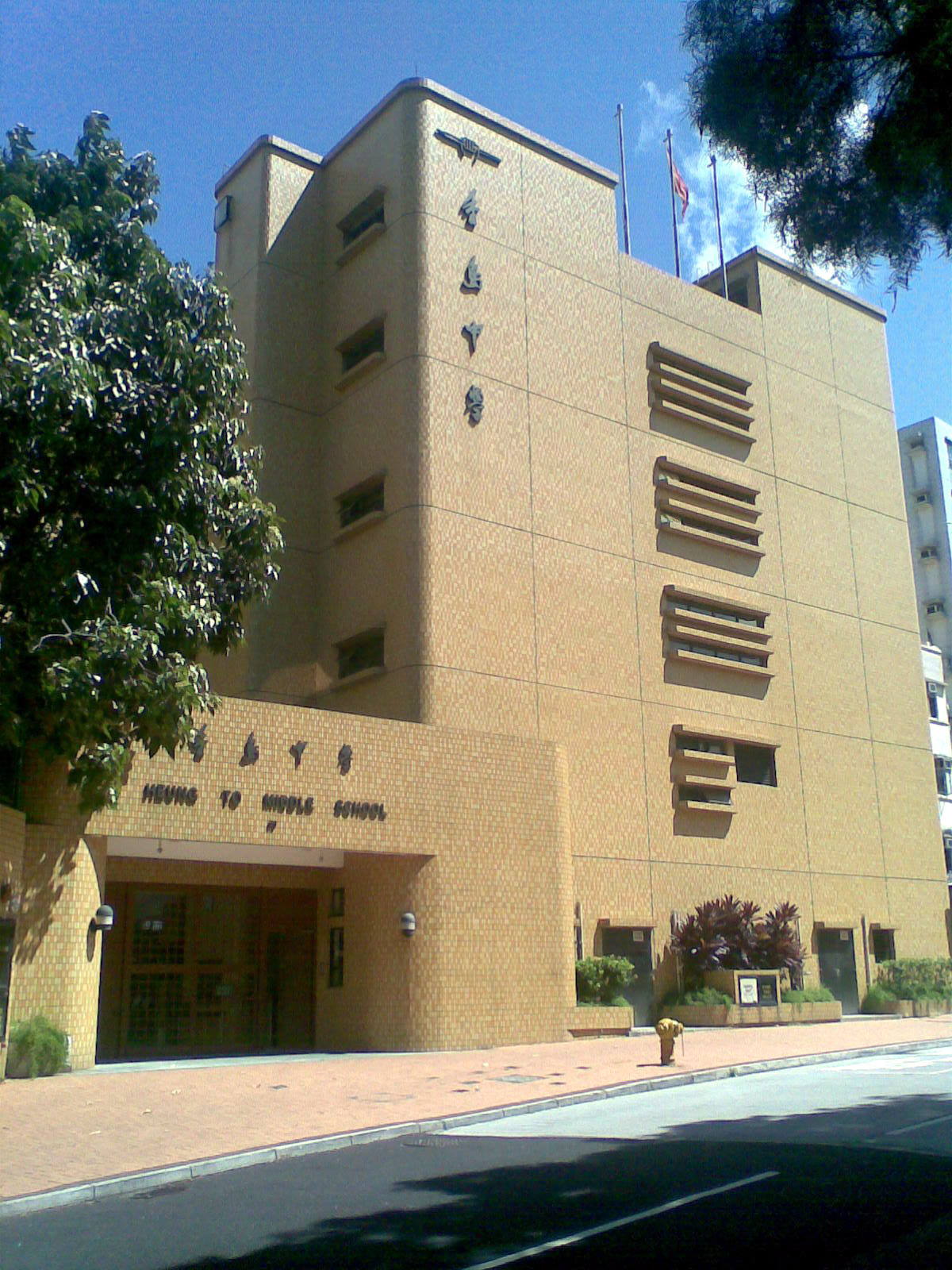
香島中學 （中文授課）
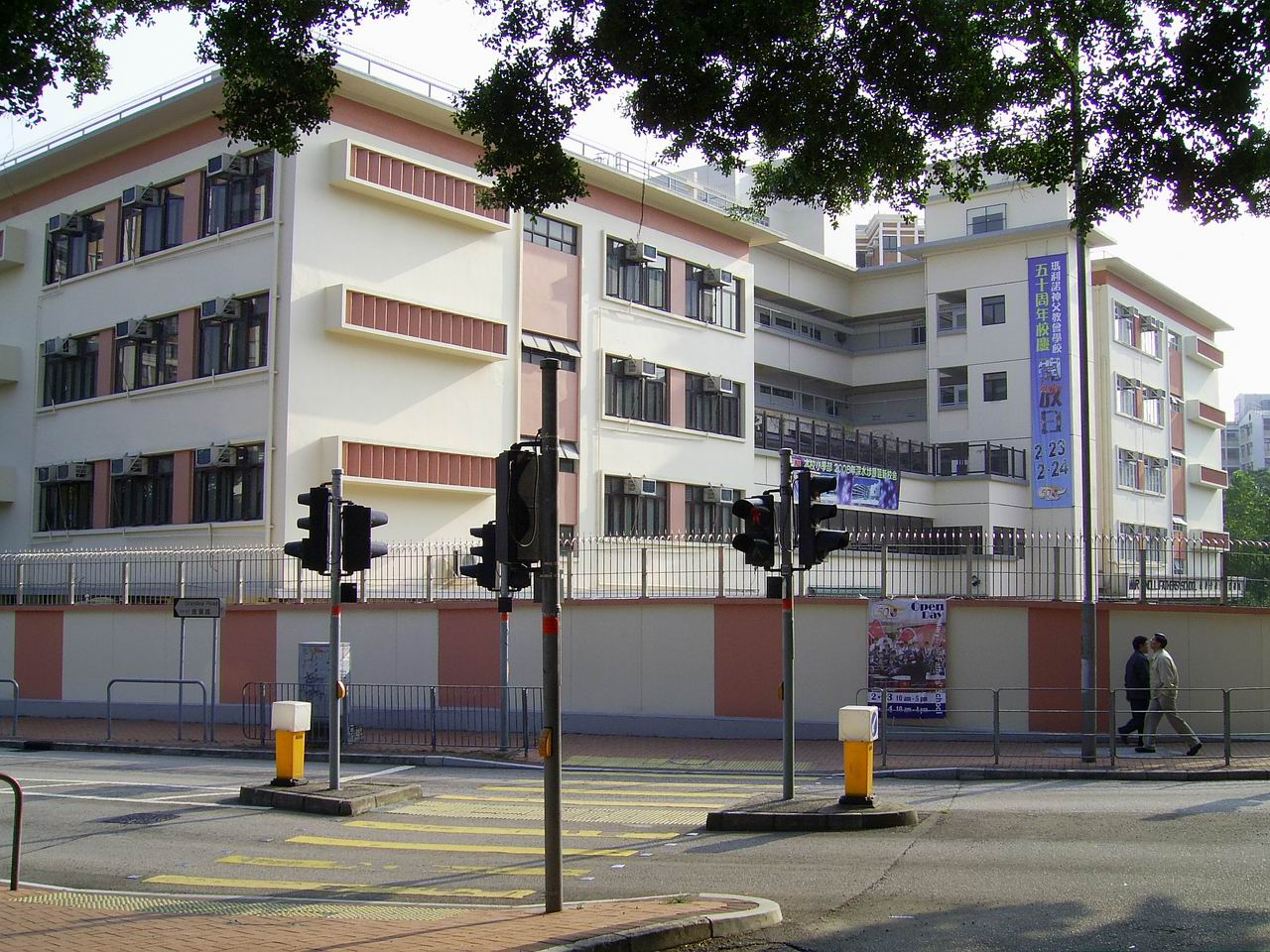
瑪利諾神父教會學校 （主要英文授課）
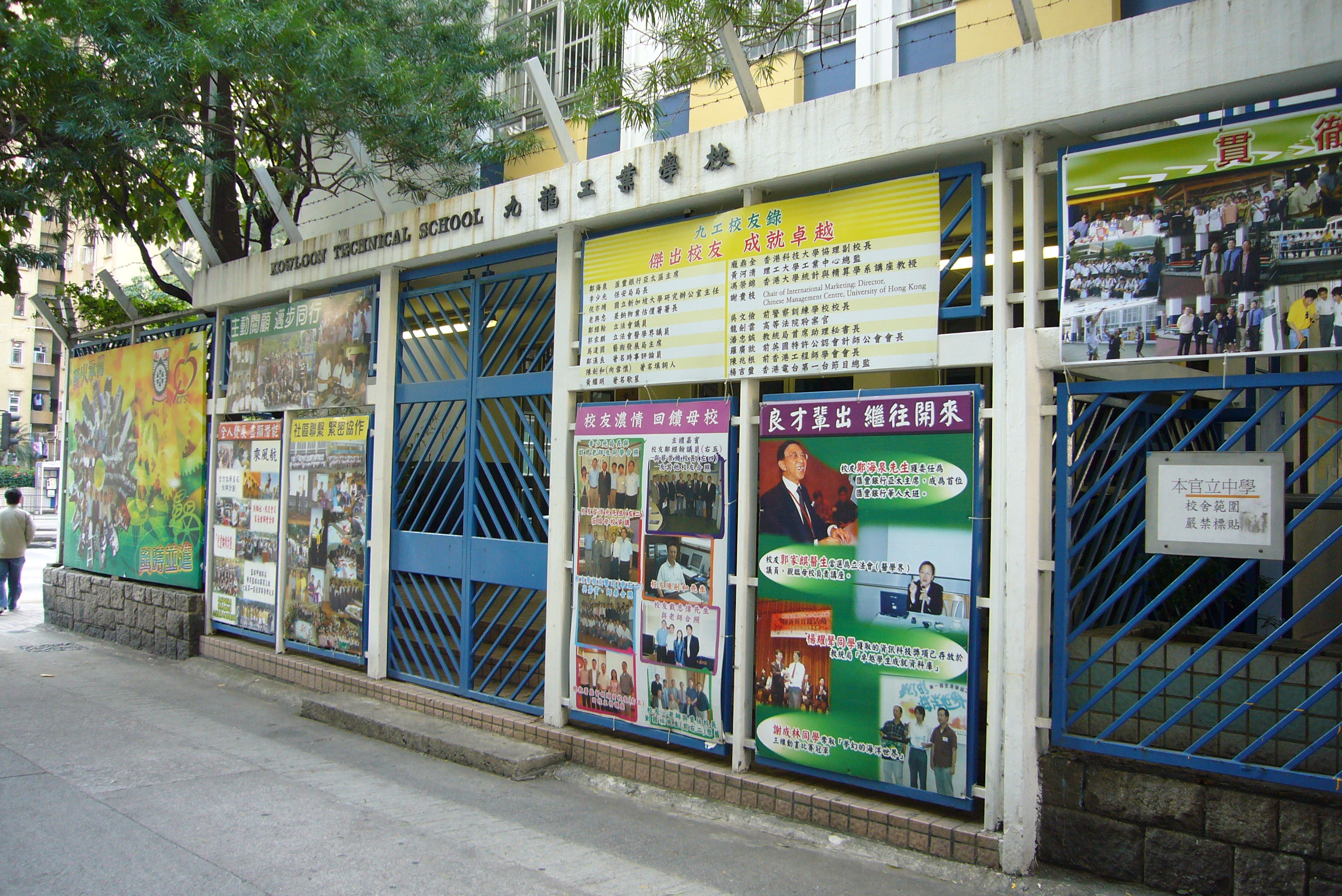
九龍工業學校 （中文授課）
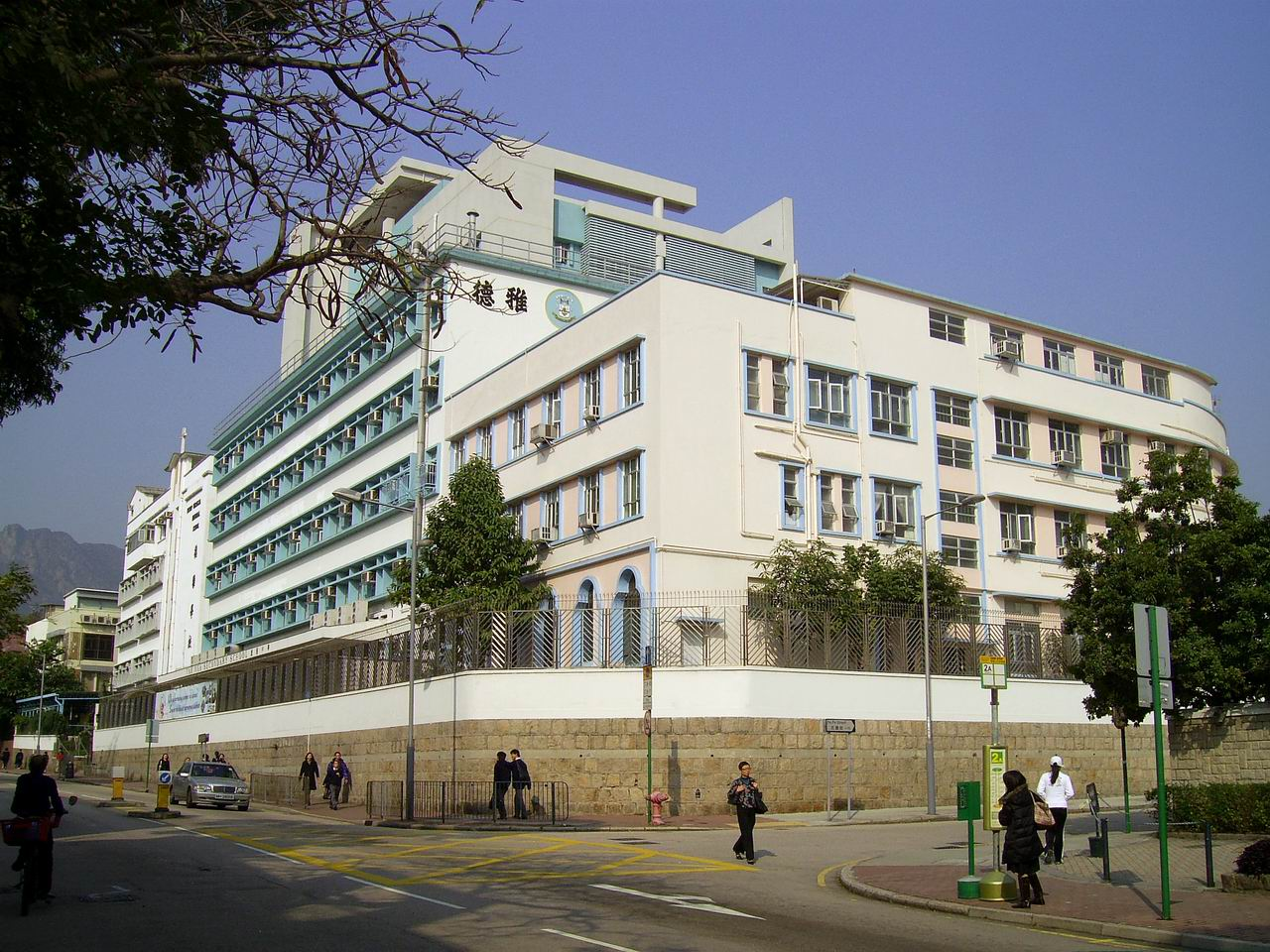
德雅中學 （英文授課）
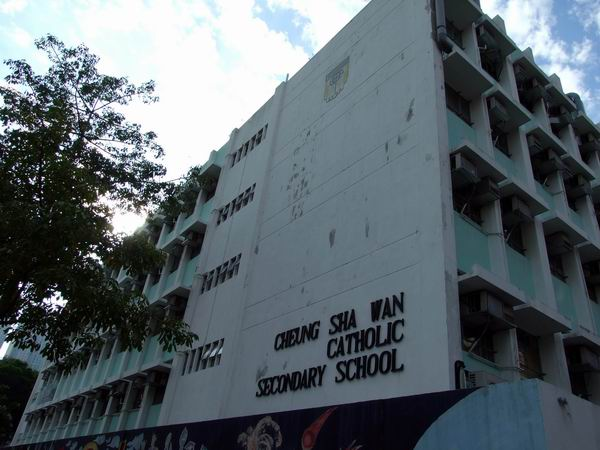
長沙灣天主教英文中學 （英文授課）
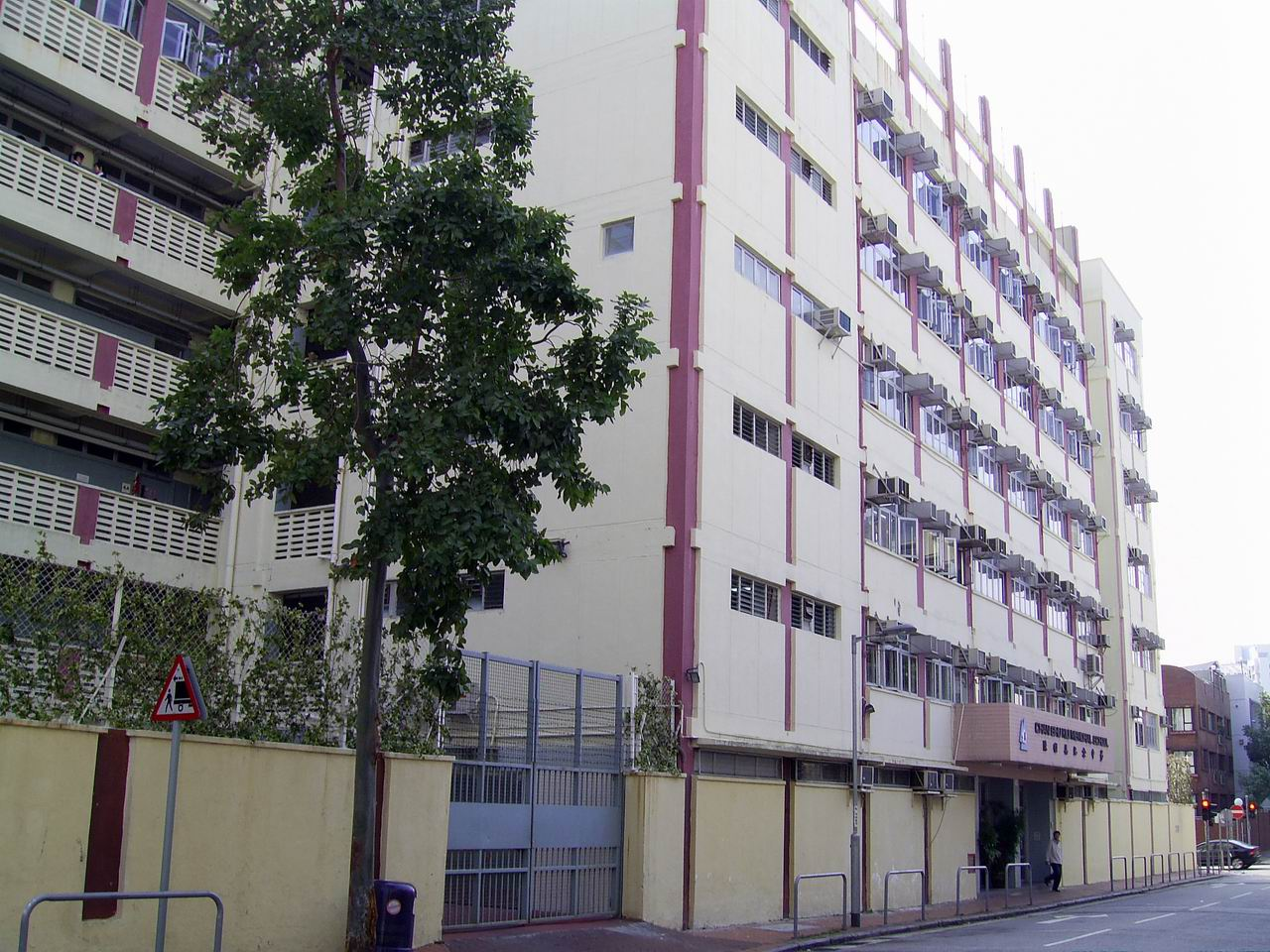
陳樹渠紀念中學 （主要中文授課）
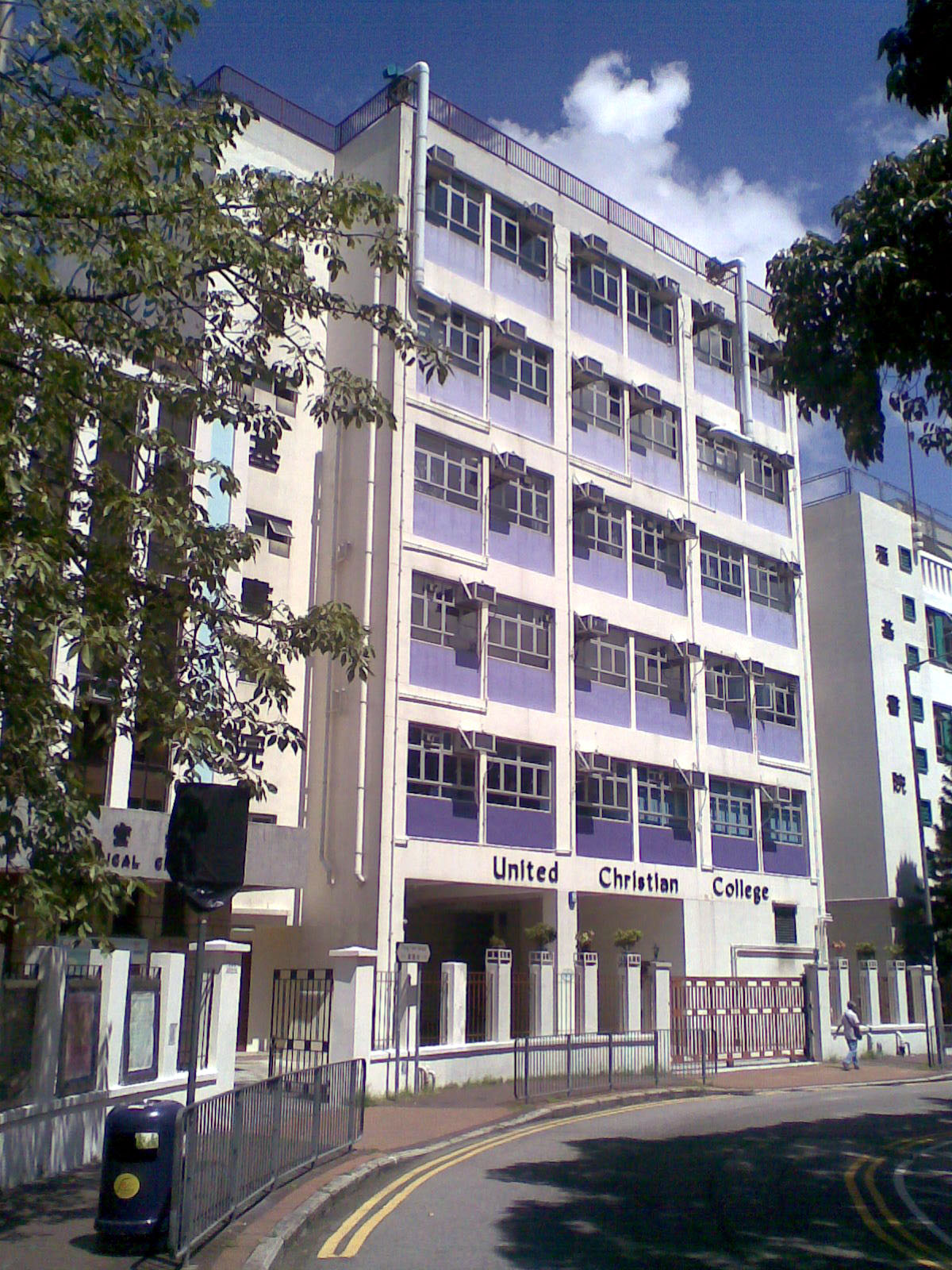
匯基書院 （中文授課）
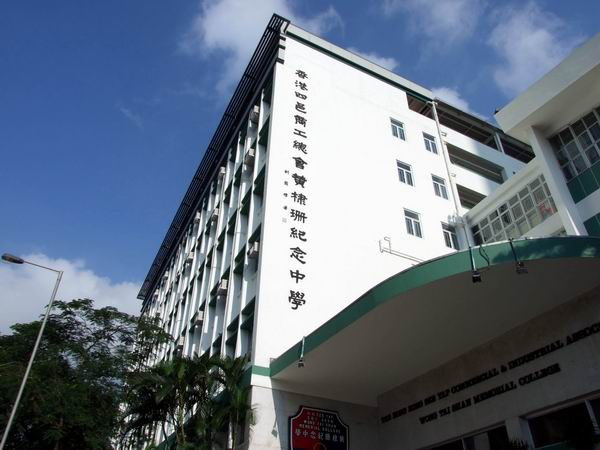
香港四邑商工總會黃棣珊紀念中學 （英文授課）
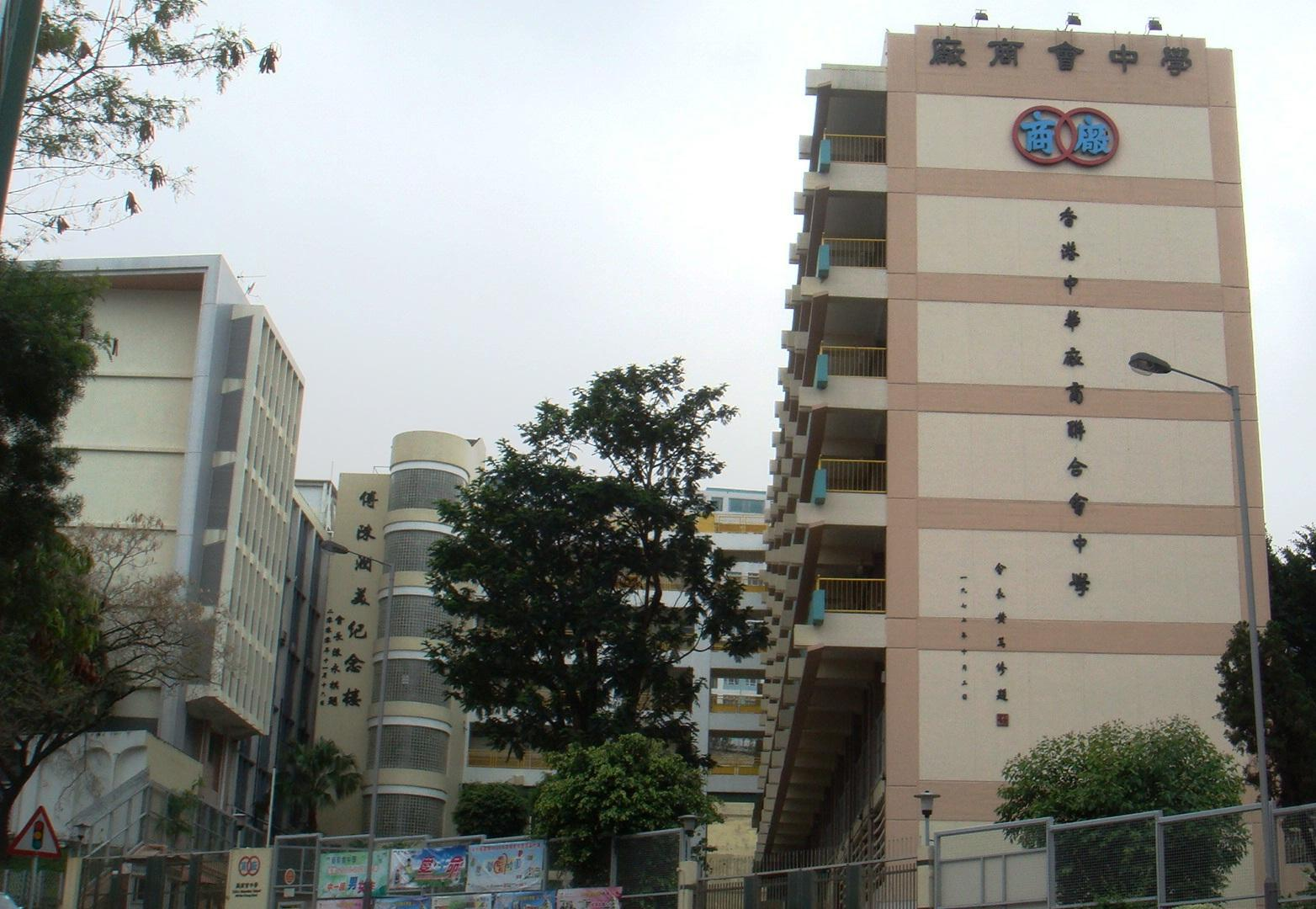
廠商會中學 （中文授課）

#### 小學教育
截至2023年，深水埗區內有34間小學。
- 聖方濟各英文小學
- 福榮街官立小學
- 深水埗官立小學
- 聖公會聖多馬小學
- 中華基督教會協和小學（長沙灣）
- 寶血會嘉靈小學
- 深水埔街坊福利會小學
- 聖公會基愛小學
- 新會商會港青基信學校
- 長沙灣天主教小學

### 醫療服務

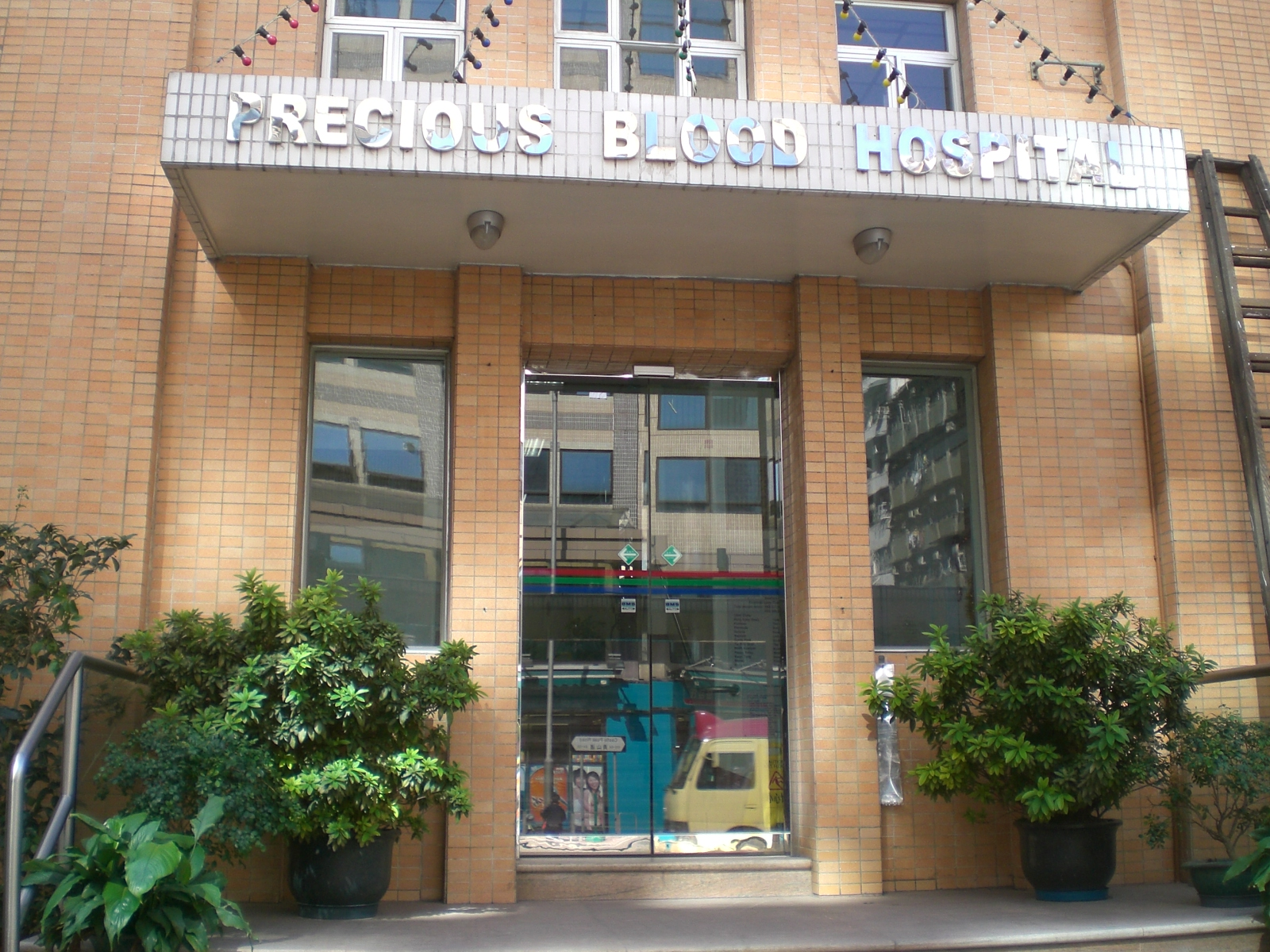
寶血醫院 (明愛)

公營醫院（九龍西聯網）
- 明愛醫院
- 長沙灣賽馬會普通科門診診所
- 南山普通科門診診所寶血醫院 (明愛)
- 石硤尾普通科門診診所
- 西九龍普通科門診診所

私營醫院
- 寶血醫院 (明愛)

### 文康娛樂
| 博物館及古蹟 - 李鄭屋漢墓（今李鄭屋漢墓博物館） - 石硤尾邨第41座（美荷樓） - 位於昂船洲軍營內的有關建築物／軍事設施 社區會堂及廣場 - 長沙灣社區中心 - 南昌社區中心 - 大坑東社區中心 - 麗閣社區會堂 - 白田社區會堂 - 石硤尾社區會堂 - 荔枝角社區會堂 圖書館 - 荔枝角公共圖書館 - 石硤尾公共圖書館 (取代白田公共圖書館) - 保安道公共圖書館 - 元洲街公共圖書館 |  | 公園 - 南昌公園 - 通州街公園 - 深水埗公園 - 歌和老街公園 - 石硤尾公園 - 花墟公園 - 荔枝角公園（含嶺南之風） |  | 康樂場地 - 長沙灣遊樂場 - 興華街遊樂場 - 李鄭屋遊樂場 - 楓樹街遊樂場 - 保安道遊樂場 - 深水埗運動場 - 石硤尾公園 體育館 - 石硤尾公園體育館 - 荔枝角公園體育館 - 長沙灣體育館 - 北河街體育館 - 保安道體育館 - 歌和老街壁球及乒乓球中心 - 通州街公園壁球中心 游泳池 - 荔枝角公園游泳池 - 李鄭屋游泳池 - 深水埗公園游泳池 |  |  |

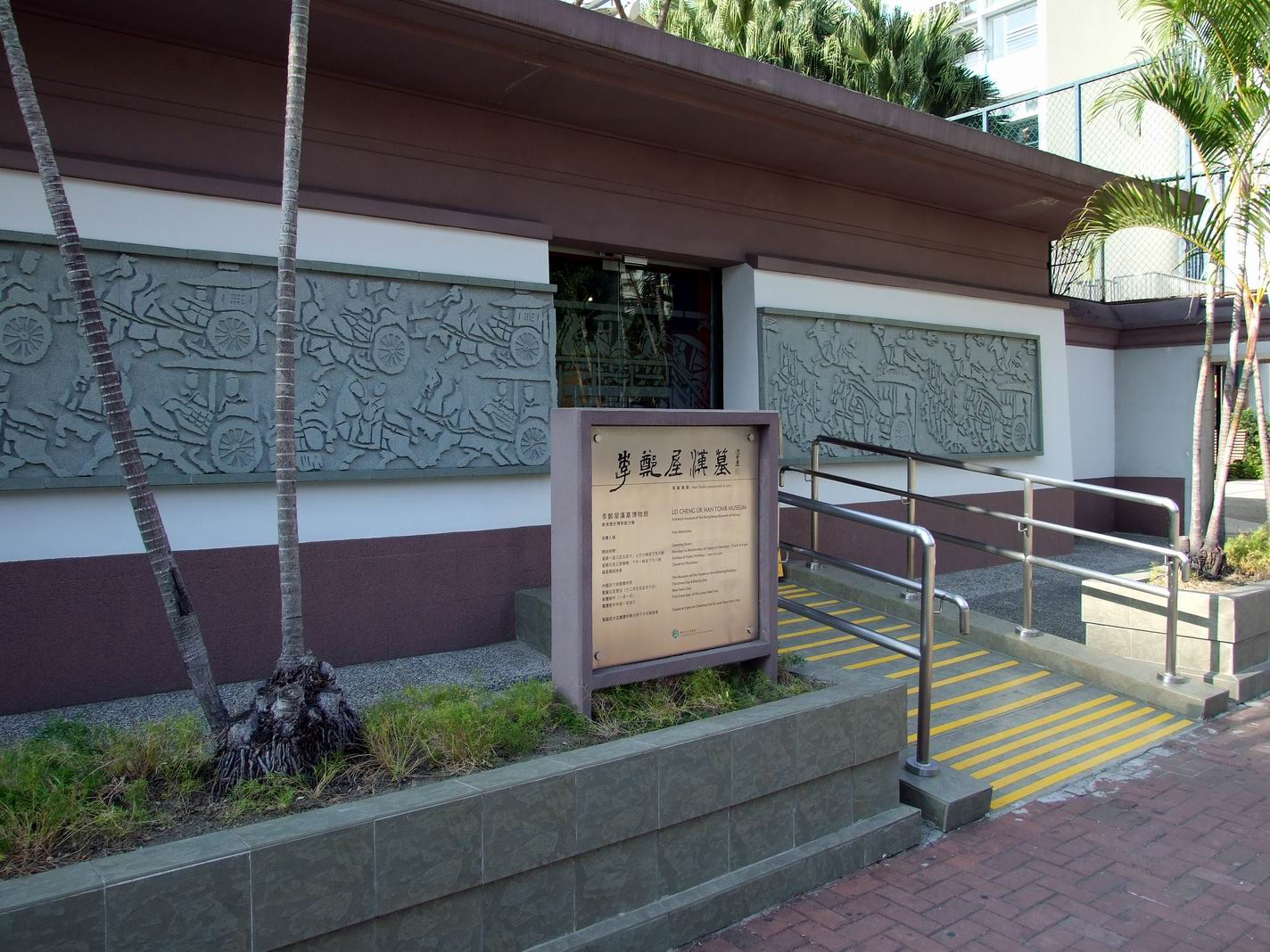
李鄭屋漢墓博物館
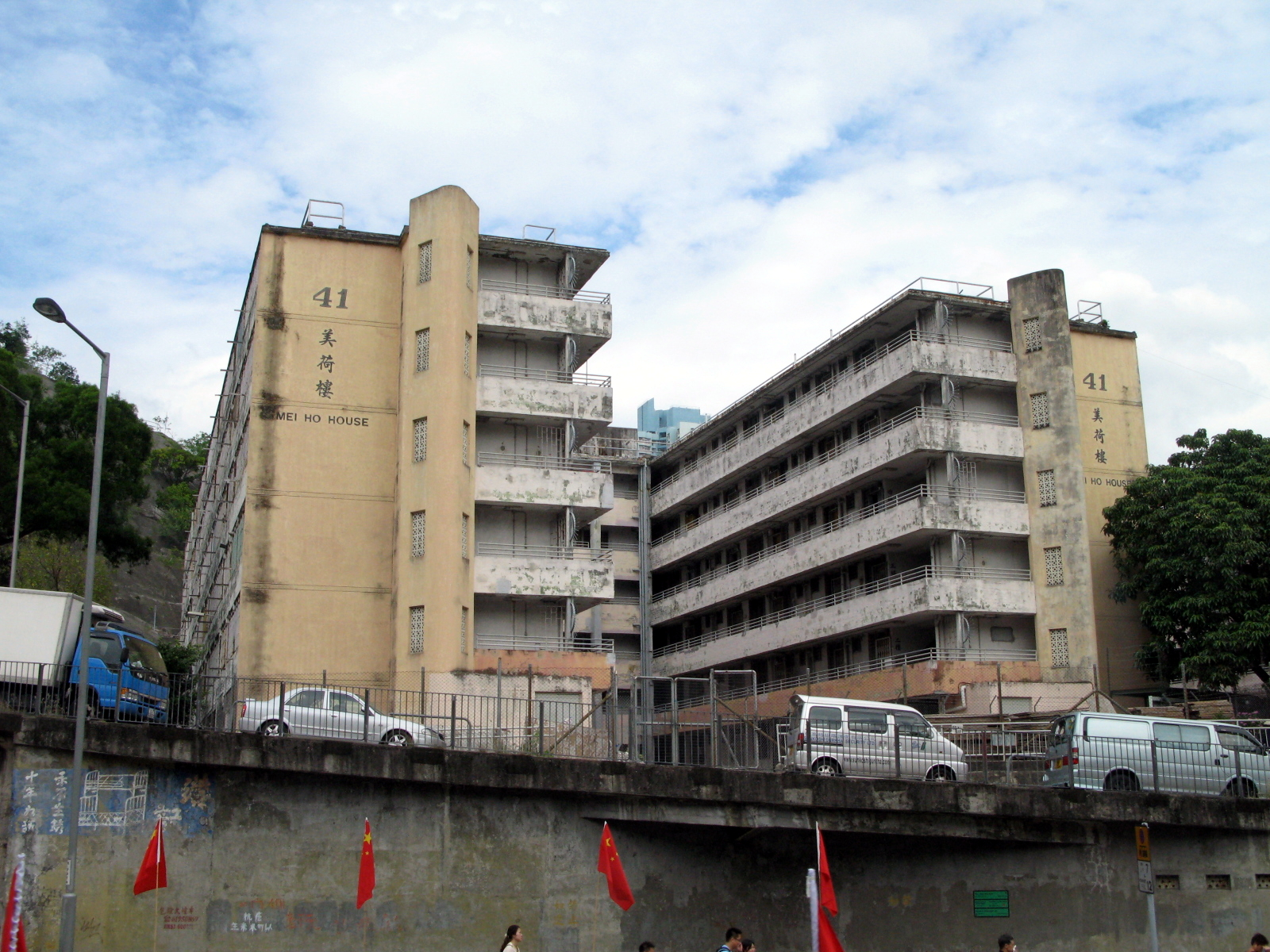
石硤尾邨美荷樓
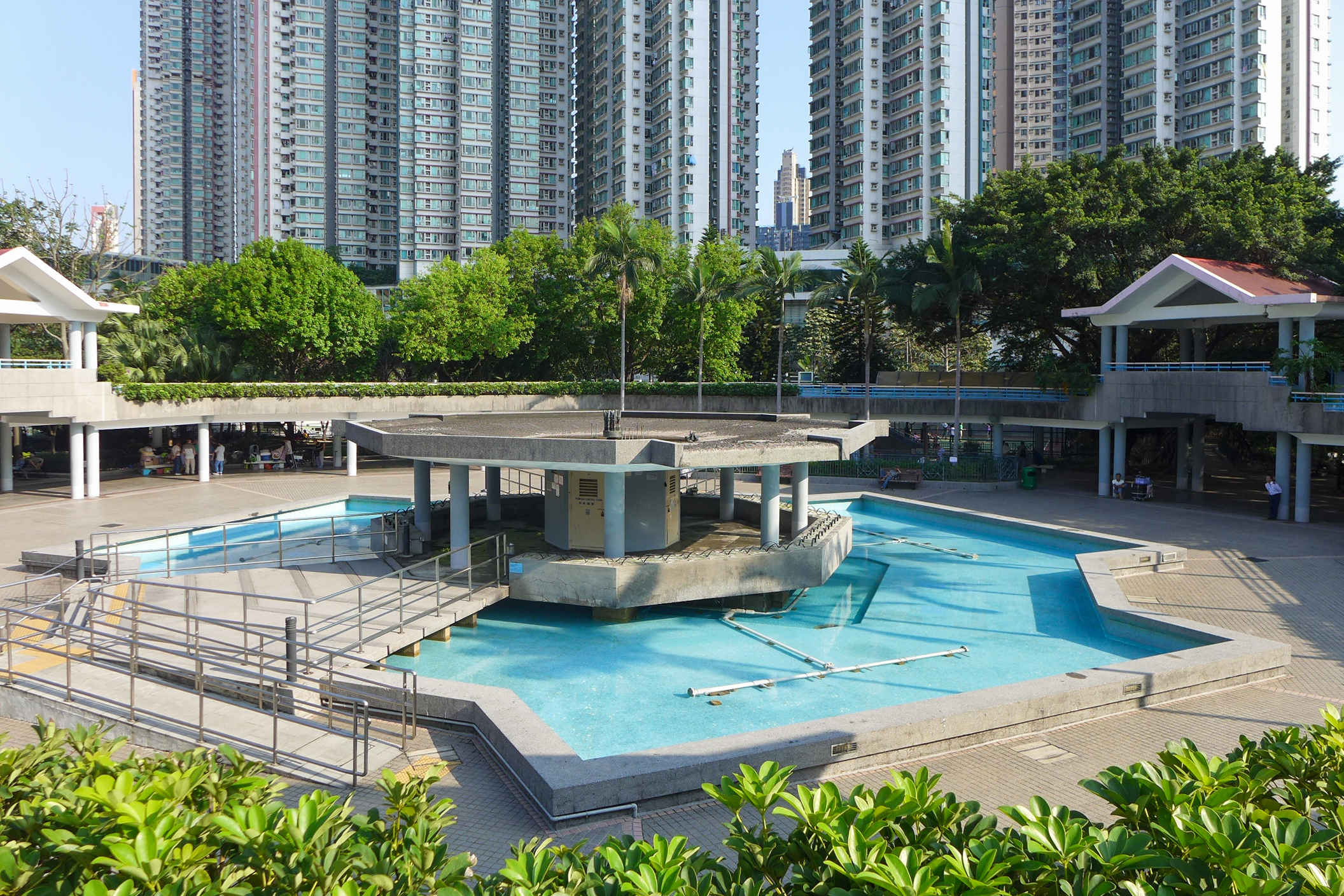
通州街公園
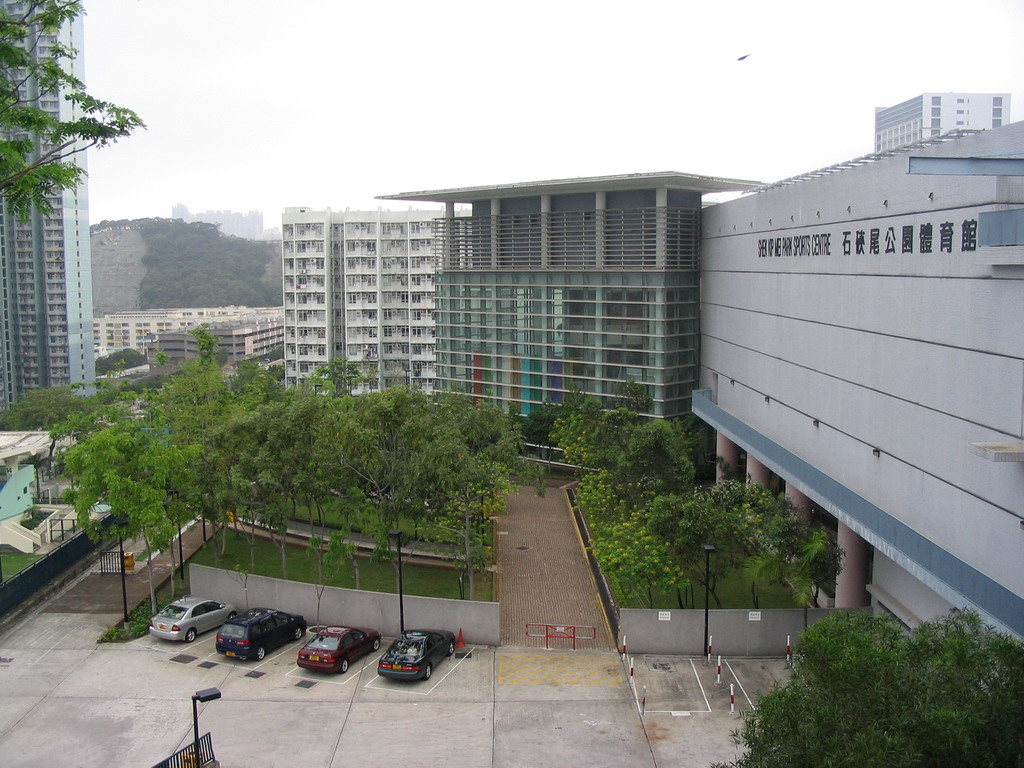
石硤尾公園
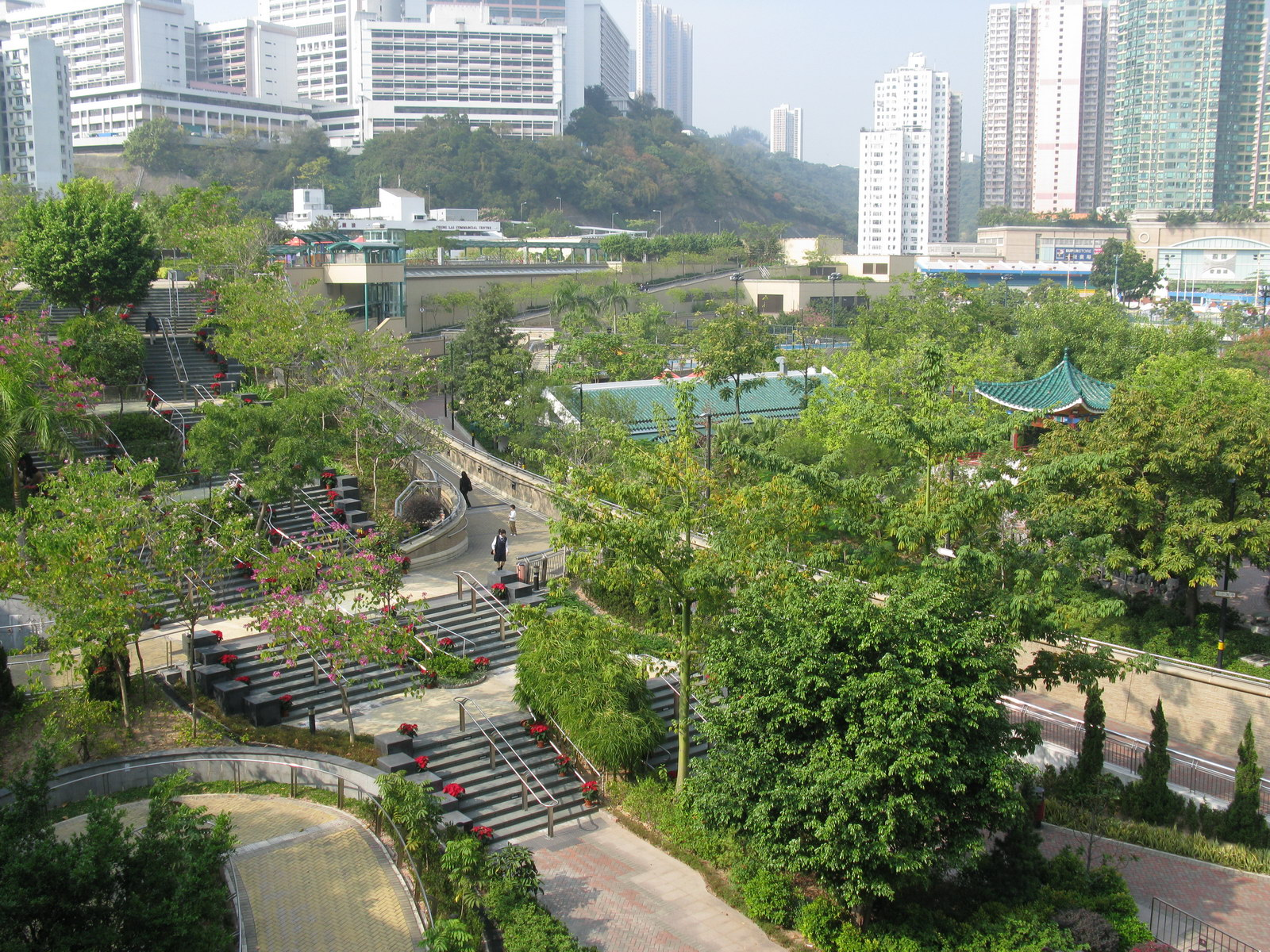
荔枝角公園
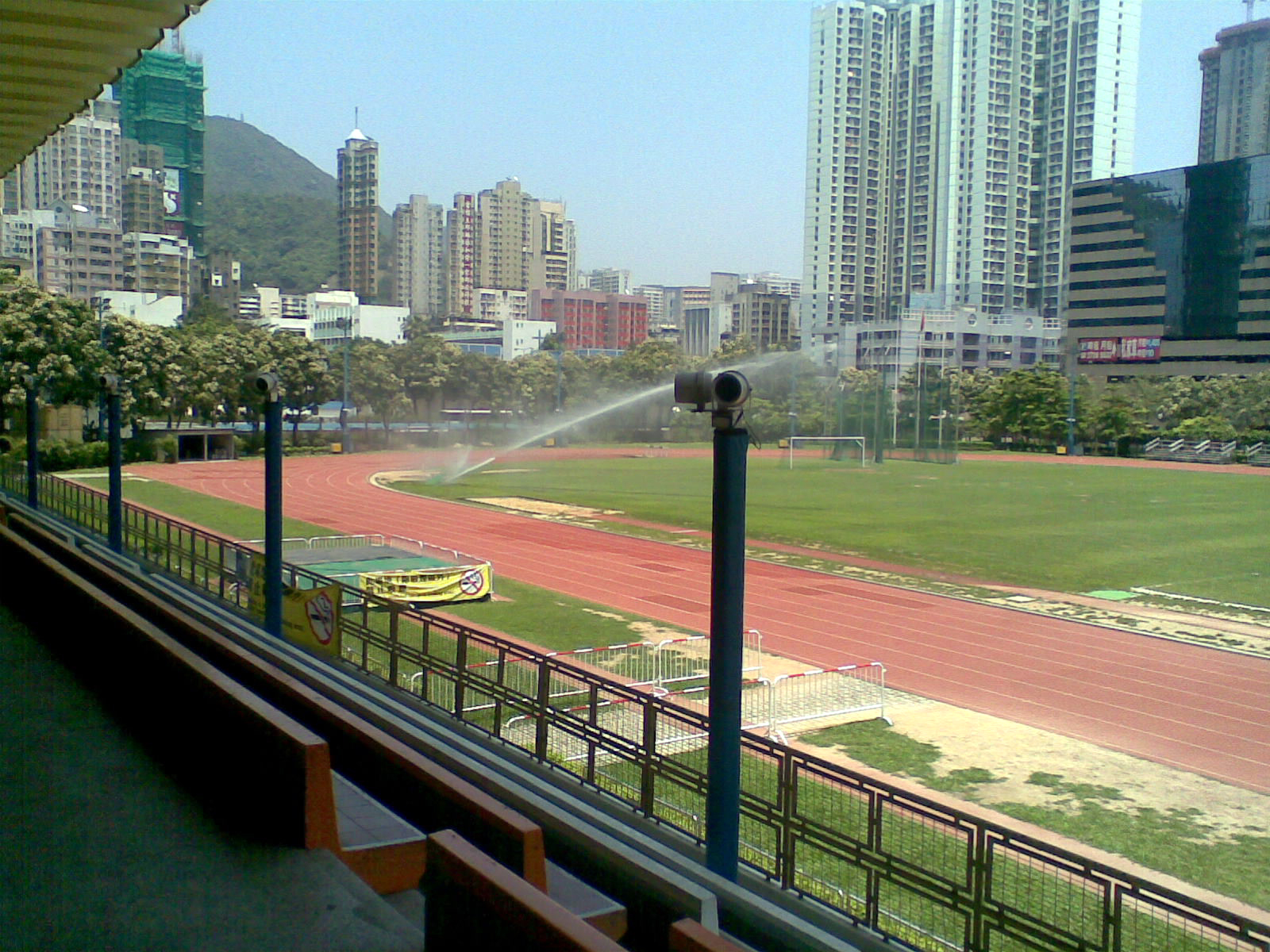
深水埗運動場

### 設施及志願機構

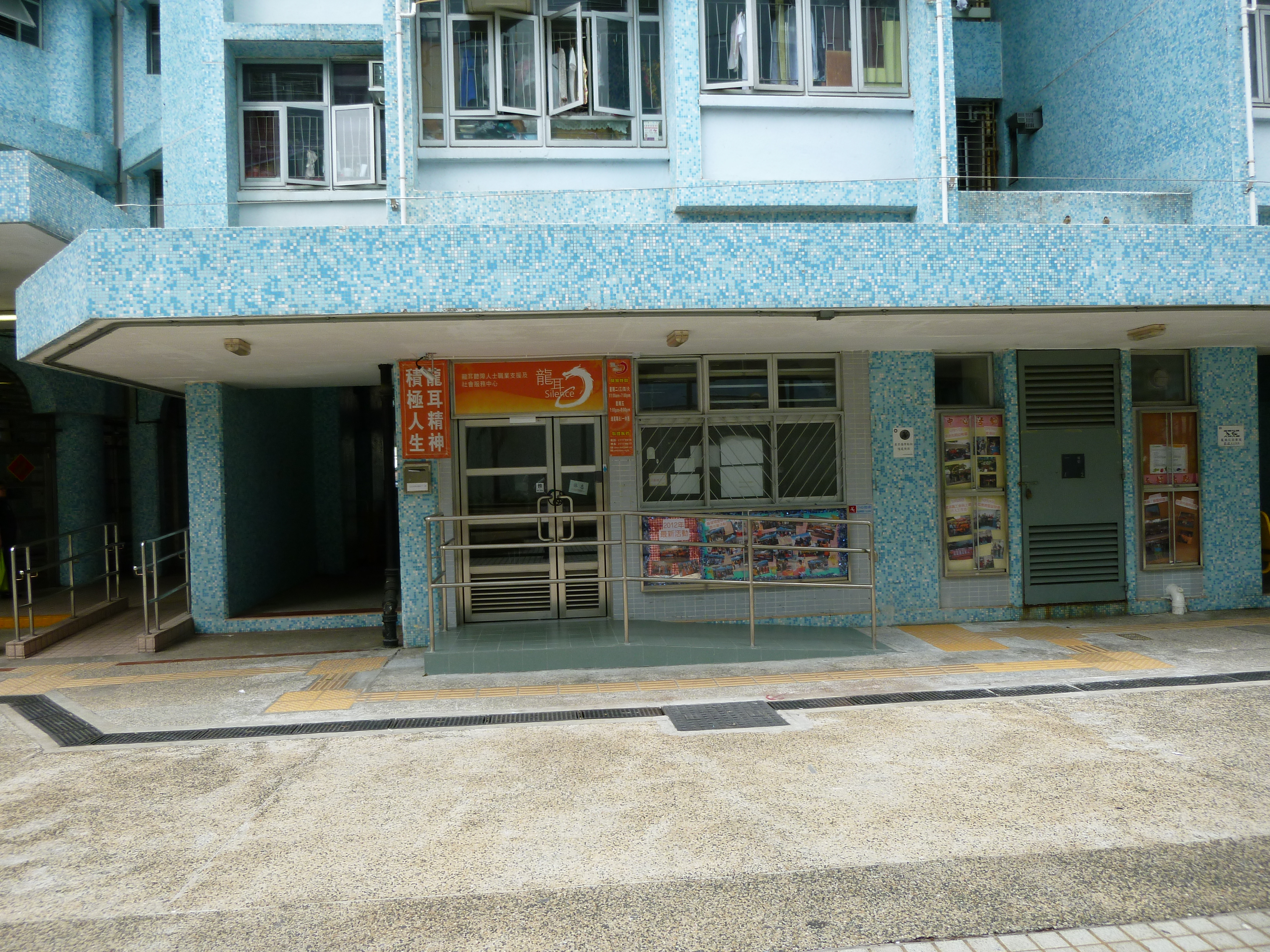
龍耳（白田）聾人及弱聽綜合服務中心

- 龍耳（白田）聾人及弱聽綜合服務中心 龍耳（白田）聾人及弱聽綜合服務中心

## 經濟發展
深水埗區可說是香港早期的工商業中心，在長沙灣一帶有不少工業大廈，以紡織製衣、服裝、疋頭及副食品批發零售業等為主。現時該區的工廠數目，已經由以往的六千多間跌至目前不足三千間，但是有不少公司都在該區進駐，這是因為不少工廠大廈已經改建成商業大廈。而深水埗則有大量材料批發行號，最多的有布料和成衣。

## 旅遊點
- 李鄭屋漢墓
- 嶺南之風
- 饒宗頤文化館
- 黃金商場
- 深水埗天后廟
- 深水埗三太子廟
- 深水埗關帝廟

## 交通

### 港鐵
- █  荃灣綫：荔枝角站、長沙灣站、深水埗站
- █  荃灣綫、 █  屯馬綫：美孚站
- █  觀塘綫：石硤尾站
- █  東涌綫、 █  屯馬綫：南昌站
- █  觀塘綫、 █  東鐵綫：九龍塘站 (部份出口)

### 道路
幹線道路
- 3號幹線：西九龍公路

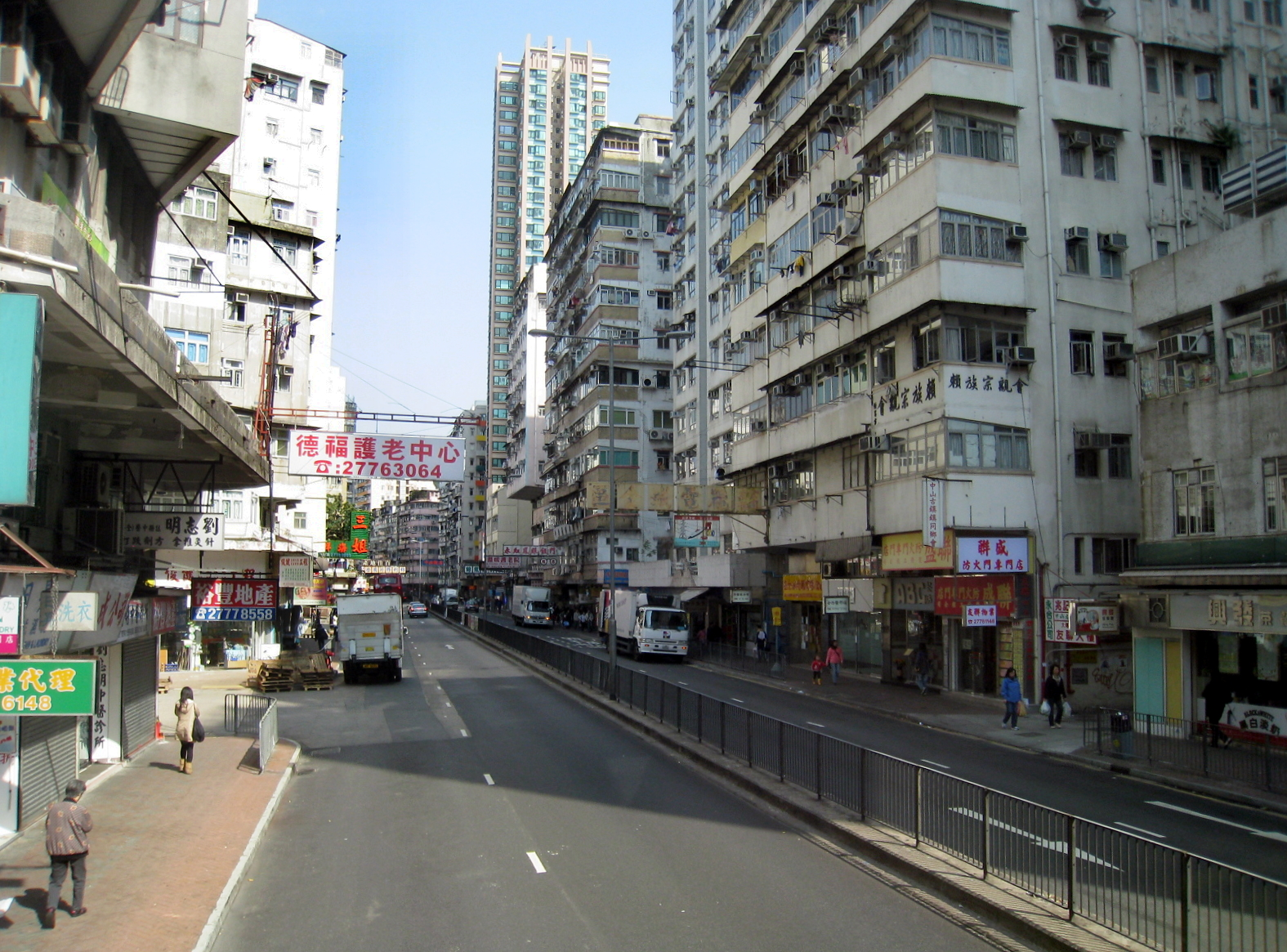
大埔道深水埗段

- 5號幹線：西九龍走廊、荔枝角道、葵涌道
- 7號幹線：龍翔道、呈祥道
- 8號幹線：青沙公路

市區道路
- 大埔道
- 青山道
- 長沙灣道
- 荔枝角道
- 深旺道
- 寶倫街
- 興華街
- 龍翔道
- 青山公路
- 昌華街
- 元州街
- 長沙灣徑
- 東京街
- 桂林街
- 黃竹街
- 長荔街
- 長茂街
- 大南街
- 大南西街
- 美荔道
- 吉利徑
- 欽州街
- 欽州街西

### 巴士
巴士
專線小巴
紅色公共小巴
- 約有12條公共小巴路線，往來旺角、佐敦道、觀塘、紅磡及土瓜灣、葵涌、荃灣、屯門、元朗、大埔、上水等地

## 未來發展
本區舊樓林立，未來發展主要以舊區重建為主，亦有鐵路站上蓋物業發展。
- 順寧道重建項目
- 海壇街／桂林街及北河街重建項目
- 長沙灣深旺道海達邨

## 外部連結
22°19′51″N 114°09′44″E / 22.33083°N 114.16222°E
- 深水埗區議會 （页面存档备份，存于）
- 深水埗區分界圖 （页面存档备份，存于）
- 綠在深水埗的Facebook專頁